# Збірна Англії з футболу
Збірна Англії з футболу (англ. England national football team) — національна футбольна команда Англії, якою керує Футбольна асоціація. Збірна Англії, разом зі збірною Шотландії, є найстарішими національними збірними з футболу, провівши у 1872 році перший у світі міжнародний футбольний матч. Попри те, що більшість національних футбольних збірних представляють незалежні держави, Англія є частиною Великої Британії, проте ФІФА їй дозволило брати участь у всіх професійних турнірах, за винятком Олімпійських ігор. Збірна, зазвичай, грає свої домашні матчі на стадіоні «Вемблі». Під час реконструкції стадіону команда найчастіше грала на «Олд Траффорд», домашньому стадіоні Манчестер Юнайтед.
Англія є однією з восьми збірних, яка виграла чемпіонат світу. Це сталося у 1966 році, коли Англія у статусі господаря турніру обіграла у фіналі збірну Західної Німеччини в додатковий час. Крім того, окрім перемоги в 1966 році, найвищим досягненням збірної Англії стало четверте місце на чемпіонатах світу 1990 і 2018 років. Попри це, збірна рідко опиняється нижче десятого місця у рейтингу ФІФА або УЄФА, хоча і не була їх лідером.
З усіх переможців чемпіонату світу лише Англія ніколи не ставала чемпіоном континенту. Найвищим досягненням збірної стали третє місце чемпіонату Європи в 1968 році, півфінал домашнього чемпіонату 1996 року та фінали Євро-2020 і Євро-2024.
Історичним суперником збірної Англії є збірна Шотландії, яка була опонентом у першому міжнародному футбольному матчі 1870 року та в першому офіційному міжнародному матчі 1872 року. Зустрічі між цими двома командами регулярно проводилися до 1984 року у рамках щорічного Домашнього чемпіонату Великої Британії, в якому англійці здобули 54 перемоги проти 41 перемоги збірної Шотландії. Станом на травень 2021 року команди зіграли 114 матчів — Англія виграла 48, Шотландія 41, а 25 були зіграні у нічию. Після закриття турніру, регулярні матчі між збірними припинились і суперництво відійшло на другий план. На його місце вийшли протистояння зі збірними Аргентини (найскандальніша подія — «Рука Бога» у 1986 році) та Німеччини (найрезонансніші події — неоднозначний переможний гол у фіналі чемпіонату світу 1966 року та незарахований чистий гол Англії на чемпіонаті світу 2010 року). З обома збірними станом на травень 2021 року Англія має позитивний баланс перемог — 6 проти 2 при 5 нічиїх з Аргентиною та 13 проти 13 при 6 нічиїх з Німеччиною.
Станом на 3 квітня 2025 посідає 4-e місце у рейтингу футбольних збірних світу.

## Історія

### Ранні роки (1870—1919)

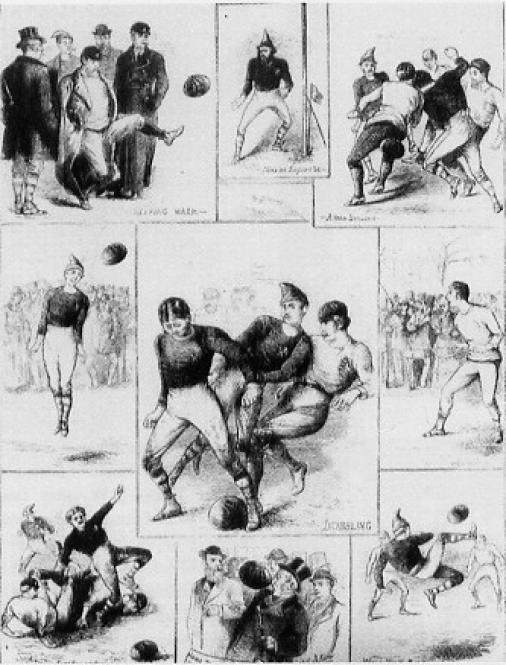
Зображення першого в історії офіційного міжнародного матчу, який був зіграний 30 листопада 1872 між збірними Англії та Шотландії

Збірна Англії разом зі збірною Шотландії є найстаршими національними збірними у світі. Перший матч між цими збірними, організований Футбольною асоціацією Англії, пройшов 5 березня 1870 року і завершився з рахунком 1:1. Відтоді до 1872 року відбулося 5 матчів між цими збірними, проте всі вони є неофіційними та не визнані ФІФА. Матч 30 листопада 1872 року, що завершився з рахунком 0-0, вважається першим офіційним міжнародним футбольним матчем, тому що кожна збірна управлялася незалежно від іншої, на відміну від попередніх матчів, коли Футбольна асоціація Англії контролювала обидві збірні. Крім того, цей матч став першим виїзним матчем збірної Англії й проводився в Глазго. До 1879 року Англія щорічно проводила проти Шотландії міжнародні матчі, які стали першими сімома офіційними іграми в історії міжнародного футболу.
З 1879 року Англія почала грати й з іншими збірними, так 18 січня 1879 року відбувся матч проти збірної Уельсу, що завершився перемогою Англії з рахунком 2:1, а 18 лютого 1882 року — проти збірної Ірландії, що завершився з рахунком 13:0. Цей результат є рекордною перемогою збірної Англії за всю історію і рекордною поразкою збірної Ірландії. Ці зустрічі між британськими збірними формалізували створення протягом сезону 1883—1884 щорічного Домашнього чемпіонату Великої Британії, який став першим офіційним міжнародним турніром. З періоду свого створення і до 1914 року в турнірі переважала збірна Англії, яка здобула 19 титулів.
З часу заснування збірної майже 40 років Англія проводила матчі лише з британськими збірними. Частково це було пов'язано з пануванням Великої Британії в міжнародному футболі та проблемами організації континентального турніру через важкість перельотів. І лише 1908 року ФА організувала перший тур команди за межами Британських островів проти команд з континентальної Європи. Англія двічі перемогла збірну Австрії (6:1 та 11:1) і по разу збірні Угорщини (7:0) і Чехії (4:0). У наступному 1909 році англійська збірна повторила тур до Австро-Угорщини, провівши дві гри проти збірної Угорщини (4:2 та 8:2) і матч проти збірної Австрії (8:1). Ці два тури до Австро-Угорщини є єдиними виїздами збірної Англії за межі Великої Британії до Першої світової війни.
З початком Першої світової війни в 1914 році, міжнародні футбольні матчі збірної Англії припинилися. Відновлення зустрічей відбулося лише 19 жовтня 1919 року в товариському матчі проти збірної Ірландії, який завершився нічиєю 1:1. Щоправда, до цього матчу англійці заграли по дві гри проти Уельсу та Шотландії, проте вони не мали статусу офіційних.

### Міжвоєнний період (1920—1946)
1920-ті роки є одним з найбільш невдалих десятиліть в історії збірної Англії. За цей період їй вдалося лише один раз виграти Домашній британський чемпіонат, поділивши у 1927 році перше місце зі збірною Шотландії. Водночас збірна фінішувала останньою в турнірі тричі (1924, 1926, 1928). Крім того, зростання напруженості у відносинах між футбольними організаціями Британії та ФІФА призвело до виходу всіх британських збірних зі складу ФІФА в 1928 році, в яку Англія входила з 1906 року. Британські збірні знову повернулися до ФІФА лише 1946 року, внаслідок чого Англія не брала участь у чемпіонатах світу аж до 1950 року, хоча і вважалась однією з найсильніших збірних.

Кадр з матчу Англія — Італія, відомішого як «Битва на Гайбері». Еральдо Мондзельйо тримає за шию Теда Дрейка. 14 листопада 1934 року

Через це, для проведення міжнародних матчів збірна змушена була продовжувати практику турне до континентальної Європи. Так, під час поїздки в Іспанію, 15 травня 1929 відбулася перша поразка Англії у матчах проти небританських збірних — збірна Іспанії перемогла з рахунком 4-3.
Найвідомішим матчем збірної Англії міжвоєнного періоду є так звана «Битва на Гайбері» (англ. Battle of Highbury) — товариська гра між збірними Англії та Італії, що відбулась 14 листопада 1934. Італійці за 5 місяців до цього стали чемпіонами світу і дана гра мала стати визначенням фактичного чемпіона світу та найкращої збірної того часу. Сама гра повністю відповідала терміну «битва» — гру супроводжувала велика кількість відвертих грубощів і ряд травм гравців у складі обох збірних, а сам матч став одним із найбрудніших в історії футболу. В підсумку англійцям вдалося перемогти з рахунком 3-2, залишивши за собою неофіційне звання найкращої команди світу.
Іншим відомим матчем англійської збірної став матч 14 травня 1938 року проти збірної Німеччини — англійським гравцям наказали віддати нацистський салют під час виконання державного гімну Німеччини. Наказ виходив від англійського посла в Німеччині, сера Невіла Гендерсона, якого підтримав Стенлі Роуз, майбутній президент ФІФА, який у той час обіймав пост секретаря Англійської футбольної асоціації. Не бажаючи скандалу, футболісти англійської збірної підкорилися наказу. Сам матч завершився впевненою перемогою англійців з рахунком 6:3.
Як і під час Першої світової війні, з початком Другої у 1939 році, міжнародні футбольні матчі в Англії припинилися. Відновлення міжнародних матчів відбулося аж 28 вересня 1946 року товариським матчем проти збірної Ірландії в Белфасті, який завершився перемогою англійців 7:2. Щоправда, протягом війни збірна провела 37 ігор, здебільшого проти збірних Шотландії та Уельсу, проте вони не мали статусу офіційних.

### Повоєнний період (1946—1965)
Після Другої світової війни ФА погодилася повернутися до складу ФІФА. Ця подія дозволила збірній повернутись на світову арену і, зокрема, взяти участь у кваліфікації до чемпіонату світу 1950 року. Крім того, збірна Англії, яка до того часу керувалась секретарем ФА Стенлі Роузом, створила посаду тренера. Першим тренером збірної став Волтер Вінтерботтом.
Кваліфікацією до першого для Англії чемпіонату світу став Домашній чемпіонат Великої Британії, дві найкращі команди якого проходили далі. Англія перемігши у всіх трьох матчах легко кваліфікувалась у фінальну стадію, яка проходила у Бразилії. 25 червня 1950 року команда провела свій перший в історії матч на чемпіонатах світу — англійці з рахунком 2:0 перемогли збірну Чилі. Проте надії на вдалий результат зникли після двох поразок з однаковим рахунком 0:1 від збірних США та Іспанії. В підсумку англійці здобули 2 очки, обійшовши за різницею м'ячів чилійців та американців, і посіла друге місце у групі. За регламентом змагань із групи виходив лише її переможець, тому збірна Англії вилетіла з турніру.
Кваліфікація на наступний чемпіонат світу відбувалася за аналогічною схемою. Англійці знову здобули три перемоги та з першого місця легко кваліфікувались на світовий кубок. На чемпіонаті, що проходив у Швейцарії, збірні поділили на «сіяні» та «несіяні». Кожна з чотирьох груп складалася з двох «сіяних» і двох «несіяних» збірних, які й грали між собою. У групі з «сіяною» Англією грала «сіяна» збірна Італії та «несіяні» збірні Швейцарії та Бельгії. У першому матчі англійці зіграли в овертаймі 4:4 з бельгійцями, а в другому впевнено перемогли швейцарців 2:0 і вийшли з групи з першого місця. Проте в першому ж раунді плей-оф команду чекала зустріч з тодішнім чемпіоном світу збірною Уругваю. Гра завершилася поразкою збірної Англії з рахунком 2:4 і вильотом з турніру.
Структура відбору до чемпіонату світу 1958 року була змінена. Англія потрапила у групу до збірних Республіки Ірландії та Данії. Вигравши у трьох з чотирьох ігор, англійці втретє поспіль кваліфікувалися на турнір. У групі англійці зіграли усі три матчі у нічию (2-2 проти збірних СРСР і Австрії та 0-0 проти Бразилії), набравши зі збірною СРСР по три очки. За регламентом турніру в такому випадку збірні мали зіграти додаткову гру, яку радянська команда виграла з рахунком 1-0 і вийшла в плей-оф. Англійці ж знову покинули турнір.
У 1960 році відбувся перший чемпіонат Європи. Проте тогочасні футбольні супердержави, такі як Англія, Італія, ФРН, виступили проти організації Євро. Їхнім аргументом було те, що для збірних є вже чемпіонат світу, тому потрібно розвивати щойно створені клубні євротурніри, такі як Кубок чемпіонів і Кубок ярмарків. Крім того, після важких національних чемпіонатів футболістам влітку потрібен відпочинок. Через це відмовилися грати в першому чемпіонаті Європи тогочасні віцечемпіони світу збірна Швеції, збірна ФРН, що посіла четверте місце, збірні Італії, Нідерландів тощо. Серед цих збірних була і британська четвірка, яка всім складом кваліфікувалась у фінальну частину останнього чемпіонату.
Кваліфікація на чемпіонату світу 1962 року знову пройшла без ускладнень — команда перемогла у трьох із чотирьох матчів групи (проти збірних Люксембургу та Португалії) і здобула путівку на фінальний турнір. На чемпіонаті англійці вийшли із групи, але знову вилетіли в першому ж раунді плей-оф. Цього разу збірна Англії програла майбутнім переможцям турніру — збірній Бразилії з рахунком 3:1.
1963 року з команди пішов її багаторічний тренер Волтер Вінтерботтом, з яким збірна здобула 13 перемог у Домашньому чемпіонаті Великої Британії й чотири рази кваліфікувалась на чемпіонати світу, а також змінилась тактична схема гри з традиційних 2-3-5 на нову 4-2-4.

### Золотий період (1966—1968)

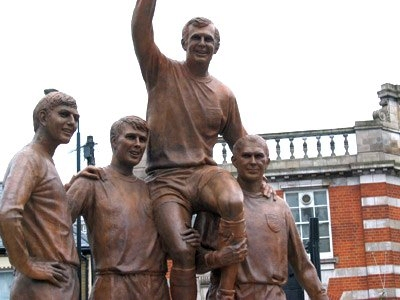
Пам'ятник у Лондоні на честь перемоги збірної у чемпіонаті світу 1966 року. Зліва направо — Джеффрі Херст, Мартін Пітерс, Боббі Мур та Рой Вілсон

У 1963 році збірну очолив Альф Ремзі, тренер «Іпсвіч Таун», який у сезоні 1961/62 сенсаційно став чемпіоном Англії. В збірній Ремзі почав використовувати незвичайну на той час тактичну схему без крайніх півзахисників і нападників, де акцент робився суто на атакувальну гру в центрі. Збірну Англії за застосування цієї схеми на переможному чемпіонаті світу назвали «безкрилим дивом». Відразу по прибутті до збірної, Альф пообіцяв виграти наступний, домашній для англійців, чемпіонат світу. Однак, старт біля керма збірної у Ремзі склався невдало — вже у першому відбірковому раунді до чемпіонату Європи 1964 року англійці вилетіли з боротьби, програвши збірній Франції з рахунком 5:2.

Склади та тактичні схеми збірних Англії та ФРН у фіналі чемпіонату світу 1966 року. 30 липня 1966 року

На чемпіонат світу 1966 року англійці потрапили автоматично як країна-господар. У групі, після нульової нічиєї проти збірної Уругваю, Англія виграла з рахунком 2:0 два інші матчі та вийшла до плей-оф з першого місця. У чвертьфіналі англійці потрапили на збірну Аргентини, матч з якою викликав ряд суперечок. Єдиний і переможний гол на 78 хвилині забив Джефф Герст, проте на думку аргентинців м'яч був забитий з офсайда. В підсумку, в Аргентині цей матч назвали «крадіжкою століття» (ісп. el robo del siglo). Попри це Англія вперше у своїй історії пройшла перший раунд плей-оф чемпіонату. У півфінальному матчі Англійці завдяки дублю Боббі Чарлтона обіграли з рахунком 2:1 збірну Португалії й вийшли до фіналу.
У фіналі, що відбувся 30 липня 1966 року, збірна Англії, яка вважалася безумовним фаворитом, зустрілася зі збірною ФРН. Рахунок на 12-й хвилині відкрив нападник німецької команди Гельмут Галлер, проте вже через шість хвилин його зрівняв Джефф Герст. Рівновага зберігалася до 78-ї хвилини, коли Мартін Пітерс забив у ворота ФРН другий гол. Але німці за 40 секунд до закінчення основного часу зрівняли рахунок зусиллями Вольфганга Вебера. У додатковий час стався епізод, суперечки навколо якого тривають і донині. Під час однієї з атак господарів Герст потужно пробив по воротах. М'яч, потрапивши в поперечину, відбився чи то на лінії воріт, чи то за нею і відскочив у поле. Швейцарський суддя Готфрід Дінст після наради з радянським лінійним арбітром Тофіком Бахрамовим, зафіксував взяття воріт. На останній хвилині Герст забив четвертий гол у ворота німців, встановивши фінальний рахунок 4:2. Таким чином, Джефф Герст став першим і єдиним футболістом, якому вдалося зробити хет-трик у фінальному матчі світової першості. Капітан англійців Боббі Мур отримав з рук королеви Єлизавети II кубок Жуля Ріме. Лише згодом інженерний відділ Оксфордського університету провів дослідження щодо третього голу англійців, за результатами якого прийшов до висновку, що м'яч не перетнув лінію воріт повністю, і до гола цей удар відділяло 6 см.
У 1968 році в статусі чемпіонів світу, Англії вперше вдалося кваліфікуватися на чемпіонат Європи. Результати групового раунду сформували шляхом комбінації результатів чемпіонатів Великої Британії 1967 і 1968 років, в яких англійці опинились на першому місці. У раунді плей-оф кваліфікації англійці двічі перемогли (1:0 та 2:1) господарку турніру збірну Іспанії (в цей час ще не існувало правила обов'язкової кваліфікації на турнір господаря турніру), здобувши історичну путівку. На самому турнірі, в якому брали участь чотири збірних, збірна Англія в першому ж матчі поступилася збірній Югославії з рахунком 1:0 і змушена була грати у матчі за третє місце. У цій грі англійці впевнено перемогли збірну СРСР з рахунком 2:0 і здобули третє місце та бронзові нагороди турніру. Цей результат у дебютному для себе чемпіонаті Європи став найкращим досягненням збірної й не перевершений до нашого часу.

### Втрата світового лідерства (1968—1974)

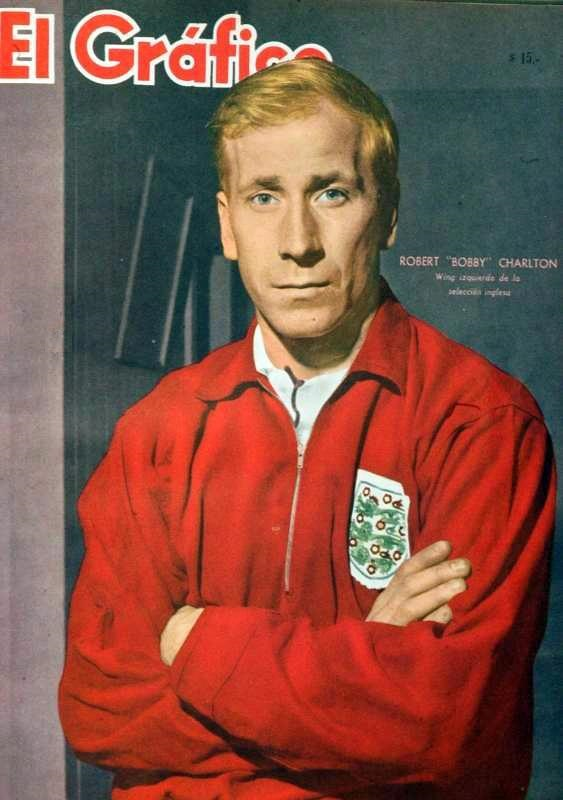
Боббі Чарлтон — гравець збірної Англії у 1958–1970 роках. Обкладинка журналу El Gráfico. 1962 рік

На чемпіонат світу 1970 року англійці кваліфікувалися як переможці попереднього турніру. У групі збірна Англії перемогла з однаковим рахунком 1:0 збірні Чехословаччини та Румунії й мінімально поступилася збірній Бразилії, майбутнім переможцям турніру, що дозволило англійцям вийти в плей-оф з другого місця. В першому ж раунді відбулася зустріч фіналістів попереднього чемпіонату світу — збірна Англії до 50 хвилини забила два сухих м'ячі, проте футболісти ФРН не здалися і зусиллями Франца Бекенбауера (69 хв) та Уве Зеелера (82 хв) перевели гру в овертайм, де Герд Мюллер на 108 хвилині забив вирішальний м'яч і вибив збірну Англії з турніру.
Євро-1972 дав ще гірші результати — збірна не змогла пройти кваліфікацію, програвши в раунді плей-оф збірній ФРН (1:3 і 0:0), яка і стала переможцем турніру. Це змушувало гравців збірної та тренера реабілітуватися на наступному чемпіонаті світу 1974 року. Кваліфікація на турнір стала першою для багатьох футболістів, позаяк Англія не проходила її з 1962 року (у 1966 році англійці були господарями турніру, а у 1970 — кваліфікувалися як переможці). Англійці вдало розпочали кваліфікацію, де перемогли та зіграли в нічию за збірною Уельсу (1:0 та 1:1), проте в третьому матчі поступились у Хожуві збірній Польщі з рахунком 2:0. Три місяці по тому Польща легко перемогла Уельс (3:0). Це означало, що тільки перемога на «Вемблі» над поляками дозволить збірній Англії вийти з групи. Матч завершився з рахунком 1:1, одним з героїв поєдинку став польський воротар Ян Томашевський. Збірна Польщі потрапила на чемпіонат світу, де здобула бронзові медалі, а збірна Англії вдруге поспіль не потрапила на міжнародний турнір. Через це багаторічний тренер збірної Альф Ремзі подав у відставку. Його останнім матчем на тренерському містку англійської збірної стала товариська зустріч з португальцями 3 квітня 1974 року, що завершилася внічию 0-0.

### Реконструкція збірної (1974—1982)

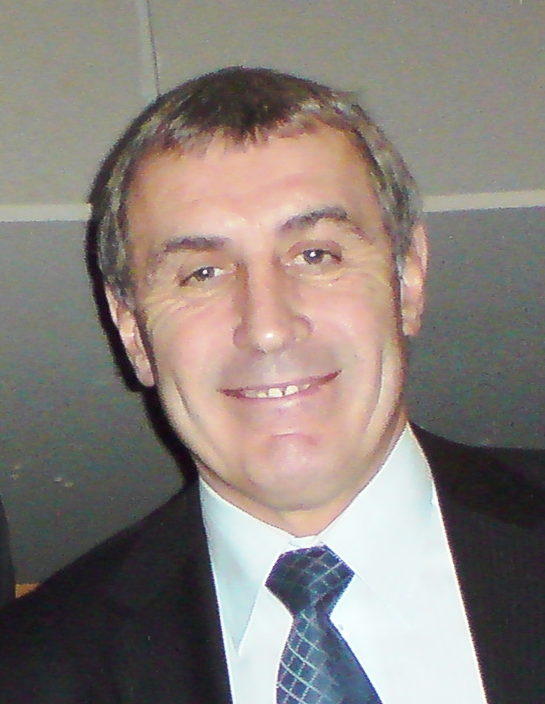
Пітер Шилтон — гравець збірної Англії у 1970–1990 роках. Рекордсмен за кількістю матчів складі збірної за всю історію. Фото 2008 року

Після відставки Альфа Ремзі, виконувачем обов'язки тренера збірної Англії став Джо Мерсер. Під його керівництвом збірна виграла Домашній чемпіонат Великої Британії 1974 року, проте новим тренером став менеджер «Лідс Юнайтед» Дон Реві, з яким клуб у 1969 році вперше у своїй історії став чемпіоном Англії, а Реві у 1970 році визнали найкращим тренером. З новим наставником збірна добре розпочала кваліфікаційний раунд до Євро-1976 — англійці здобули впевнену перемогу з рахунком 3:0 над одним із лідерів тогочасного європейського футболу збірною Чехословаччини, після чого зіграли унічию 0:0 проти збірної Португалії та двічі обіграли збірну Кіпру (5:0 та 1:0). Завдяки цьому за два тури до завершення групового турніру, збірна Англії знаходилася на першому місці в групі. Проте провальні два останні матчі (1:2 проти Чехословаччини та 1:1 проти Португалії) дозволили збірній Чехословаччини в підсумку зайняти перше місце в групі й вийти в переможний для неї раунд плей-оф кваліфікації. На самому турнірі чехословаки стали чемпіонами Європи.
У відборі до чемпіонату світу 1978 року збірній Англії знову не вдалося продемонструвати вдалої гри. Англійці програли з рахунком 2:0 збірній Італії, головному конкуренту на вихід з групи. До того ж 4 червня 1977 року збірна Англії зазнала поразки 1:2 на «Вемблі» в Домашньому чемпіонаті від Шотландії. Відразу після нього команда вирушила в турне по Південній Америці, а Реві поїхав у Гельсінкі, щоб переглянути гру між збірними Фінляндії та Італії, суперниками по кваліфікації. Але зібрана Доном інформація не знадобилася — після того, як збірна Англії тричі зіграла за океаном внічию і повернулася додому, її тренером призначили Рона Грінвуда.
Перед новим тренером постало завдання виправити положення у кваліфікації, проте навіть попри перемогу 2:0 над італійцями., команда залишилася на 2-й позиції, маючи гіршу різницю забитих і пропущених м'ячів.
У 1980 році збірна Англії вперше за 10 років змогла вийти на великий міжнародний турнір. Ним стало Євро-1980, у кваліфікації до якого англійці виграли 7 з 8 матчів, здобувши впевнене перше місце у групі. Але на самому турнірі Англія посіла лише третє місце в групі. Єдину перемогу, яка вже нічого не вирішувала, англійці здобули в останній грі проти збірної Іспанії (2:1).
Відбірковий раунд до чемпіонату світу 1982 року став для збірної Англії дуже важким. Вона програла три виїзних поєдинки з однаковим рахунком 1:2 збірним Румунії, Швейцарії та Норвегії, проте все ж змогла, завдяки великій кількості нічиїх у матчах між конкурентами, зайняти друге місце (після збірної Угорщини) і кваліфікуватися на турнір. На самому турнірі англійці блискуче пройшли перший груповий раунд, перемігши збірні Франції Мішеля Ідальго (3:1), Чехословаччини Антоніна Паненки (2:0) та Кувейту (1:0), що на той момент була чинним чемпіоном Азії. Проте в другому груповому раунді збірна не показала виразної гри та зіграла обидва матчі в суху нічию. Через що англійці, вкотре у своїй футбольній історії, пропустили в наступний раунд збірну ФРН, яка спромоглася перемогти господарів турніру іспанців. Відразу після цього тренер англійців Рон Грінвуд подав у відставку.

### Тренерство Боббі Робсона (1982—1990)
У 1982 році, не вражена виступами національної збірної, Англійська футбольна асоціація звільнила Рона Грінвуда і запросила на тренерський місток Боббі Робсона. Його кандидатура, після виграшу з «Іпсвіч Таун» у 1981 році Кубку УЄФА, навіть не обговорювалася. Проте старт у збірній для Боббі не склався — у кваліфікації до Євро-1984 для англійців стала сюрпризом гра збірної Данії, яка в першому ж турі зуміла зіграти з ними внічию 2:2, а через рік на «Вемблі» здобути перемогу 1:0. Попри 5 перемог у матчах з іншими суперниками, а також 23 забиті м'ячі, збірна Англії здобула на очко менше за данців і не кваліфікувалася на Євро-1984.
Крім того, в 1984 році збірна Англії заявила, що не буде брати участь у Домашньому чемпіонаті Великої Британії, якому саме цього року виповнилося рівно 100 років. Головною причиною відмови англійців стало падіння інтересу до турніру, а також масові безлади фанів на трибунах. Так 1981 року турнір взагалі не був завершений. 5 травня 1981 року помер в процесі голодування член ІРА Боббі Сендс, що спричинило масштабні заворушення націоналістів у Белфасті. Збірні Англії та Уельсу відмовились через неспокійну ситуацію приїздити до Північної Ірландії й результати турніру були скасовані. На заміну закритому турніру прийшов кубок Роуза (англ. Rous Cup), в якому брали участь лише збірні Англії та Шотландії, а з 1987 року почали запрошуватись і південноамериканські гості. Проте турнір не набув популярності та також був закритий у 1989 році.
Щоправда, вже 1985 року збірна Англії змушена була їхати до Північної Ірландії на матч в рамках відбіркового раунду чемпіонату світу 1986 року, який англійці виграли з рахунком 1:0, здобувши третю перемогу поспіль на старті кваліфікації з різницею м'ячів 14-0. Щоправда, після цього збірна знизила темп і в п'яти матчах, що залишались, виграла лише одного разу, а інші чотири звела у нічию. Попри це обидві британські команди кваліфікувались на чемпіонат світу. На турнірі англійці у дебютному матчі програли збірній Португалії 0:1, після чого зіграли в нічию зі збірною Марокко 0-0. Проте, завдяки хет-трику Гарі Лінекера, розгромили з рахунком 3:0 збірну Польщі та вийшли з другого місця в раунд плей-оф, де в 1/8 фіналу з таким же рахунком перемогли збірну Парагваю. Два м'ячі забив Гарі Лінекер, який в підсумку став найкращим бомбардиром чемпіонату.
В 1/4 фіналу чемпіонату світу суперником збірної Англії стала збірна Аргентини. Гра мала не тільки спортивний підтекст: за 4 роки до чемпіонату світу Аргентина і Велика Британія воювали за Фолклендські (Мальвінські) острови, через що на трибунах та за їх межами відбулися зіткнення вболівальників, що пам'ятали ці події. Матч проходив 22 червня на стадіоні «Ацтека» в Мехіко. На 51-й хвилині Дієго Марадона відкрив рахунок. Стів Годж невдало відбив м'яч на свого воротаря Пітера Шилтона, а Марадона, який поступався голкіперу в зрості на 20 см, своєю лівою рукою, випередивши воротаря, забив гол. Арбітр зустрічі тунісець Алі Бін Нассер порушення правил не зафіксував. Цей гол викликав бійку на трибунах, в якій англійські вболівальники напали на аргентинських. Після гри Дієго сказав: «Я не торкнувся м'яча, це була рука Бога» (ісп. Yo no la toqué, fue la mano de Dios), через що цей гол дістав назву «Рука Бога». Відео- і фотоматеріали, які показали телеканали й опублікували газети в усьому світі, засвідчили, що гол справді було забито рукою. У зв'язку з чим тренер збірної Англії Боббі Робсон назвав його «Рукою шахрая» (англ. The Hand of a Rascal).
Вже через кілька хвилин після першого м'яча Дієго забив ще один гол. Він обіграв послідовно 6 англійських гравців (Гері Стівенса, Пітера Ріда, Стіва Годжа, Террі Бутчера, голкіпера Пітера Шилтона і Террі Фенвіка), після чого закотив м'яч у порожні ворота. Пізніше, у 2002 році, цей гол назвали найкращим в історії чемпіонатів світу, завдяки чому він отримав назву Гол століття (англ. Goal of the Century). В кінці матчу Гарі Лінекер відіграв один м'яч, забивши шостий гол на турнірі, проте з таким рахунком матч і завершився, і збірна Англії покинула турнір, а Аргентина продовжила боротьбу і здобула титул чемпіонів світу.

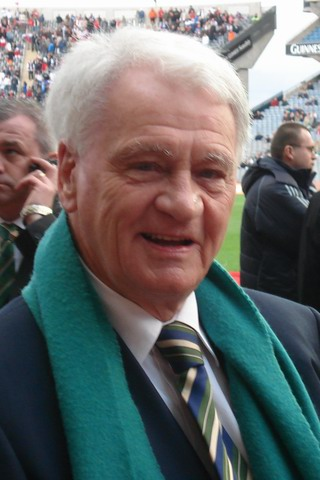
Боббі Робсон — тренер збірної Англії у 1982–1990 роках. Фото 28 березня 2007 року

Наступного року збірна Англії дуже впевнено пройшла відбірковий цикл до Євро-1988 (5 перемог і 1 нічия в 6 матчах при різниці м'ячів 19-1) і вважалася одним з фаворитів чемпіонату Європи у ФРН. У першому матчі чемпіонату англійці зустрічалися з командою Ірландії й досить несподівано поступилися 0:1 — на 6-й хвилині ударом головою відзначився ірландець Рей Гафтон. У другій грі в групі зустрічалися невдахи першого туру англійці та голландці (останні поступилися в стартовому матчі з таким же рахунком збірній СРСР). На початку першого тайму після помилки Роналда Кумана в штангу потрапив Лінекер, потім зі штрафного в ту ж штангу влучив Гленн Годдл. У кінці першого тайму рахунок після пасу Рууда Гулліта відкрив форвард «помаранчевих» Марко ван Бастен. На початку другого тайму капітан англійців Браян Робсон з передачі Лінекера відновив паритет, але на 71-й і 75-й хвилинах ван Бастен відзначився ще двічі, принісши перемогу Нідерландам. Після двох турів англійці позбулися всіх шансів на вихід з групи, і в останньому матчі поступилися збірній СРСР 1:3. Після цього провалу Боббі Робсона розкритикувала британська преса, а після нічиєї 1:1 в товариському матчі з Саудівською Аравією, одна з британських газет вийшла під заголовком: «В ім'я Аллаха, йди» (англ. In the name of Allah, go). Після цього Робсон подав у відставку, проте її відхилило керівництво асоціації.

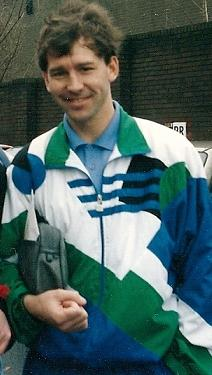
Браян Робсон — гравець збірної Англії у 1980–1991 роках та її багаторічний капітан. Фото 1992 року

Негаразди збірної продовжувались. Так, путівку на наступний чемпіонат світу Англія отримала в останній момент, як найкраща збірна серед тих, що зайняли другі місця в відбіркових групах. Нова хвиля критики впала на Бобі Робсона після того, як збірна, в першому ж матчі турніру, зіграла внічию з Ірландією, а в наступному турі з Нідерландами. Таблоїди Великої Британії рясніли заголовками «Повертайтеся додому!». Проте англійці зуміли переламати ситуацію. Після другого туру 4 команди мали абсолютно рівні показники — по 2 нічиї, по 1 забитому і пропущеному м'ячу. У завершальному матчі групового етапу англійці мали зустрітися зі збірною Єгипту. Єдиний гол у матчі забив головою захисник англійців Марк Райт після навісу зі штрафного Пола Гаскойна. Ця перемога принесла Англії перше місце в групі, тому що в паралельному матчі голландці та ірландці знову зіграли внічию 1:1. В плей-оф збірна Англії двічі поспіль перемагала лише в додатковому часі, проте все ж дісталась півфіналу, де їй випало зіграти зі своїми непримиренними суперниками — збірною ФРН. На боці німців було те, що вони й в 1/8 і в 1/4 фіналу зуміли виграти свої матчі в основний час, тоді як англійцям довелося обидва рази грати по 120 хвилин. Рахунок на туринському стадіоні «Делле Альпі» відкрився лише через годину ігрового часу. На 60-й хвилині захисник англійців Стюарт Пірс збив на підступах до свого штрафного півзахисника німців Томаса Гесслера. Після відкидання м'яча удару «на силу» завдав захисник Андреас Бреме, але м'яч зрикошетив від Пола Паркера і по високій дузі опустився за спиною Шилтона, який трохи вийшов з воріт. Англійці відігралися через 20 хвилин — Паркер навісив у штрафну, де невдало зіграв Юрген Колер, м'яч підібрав Лінекер і забив свій 4-й гол на турнірі. Англійцям втретє в плей-оф довелося грати додаткові 30 хвилин. У додатковий час рахунок так і не змінився, і для виявлення переможця довелося пробивати післяматчеві пенальті. Для збірної Англії це була перша серія пенальті за всю її історію. В ній англійці поступилася з рахунком 3:4 і задовольнилися лише матчем за третє місце. Саме після цієї гри Лінекер сказав свою знамениту фразу «Футбол — проста гра. 22 людини ганяються за м'ячем 90 хвилин, а в кінці перемагають німці» (англ. Football is a simple game; 22 men chase a ball for 90 minutes and at the end, the Germans win.), а Боббі Робсон провокаційно підмітив: «Ми, англійці, погано б'ємо пенальті після гри, не тому, що ми не вміємо їх бити, просто ми в Англії звикли грати до кінця, поки переможець не буде визначений після завершення гри, а не в результаті лотереї». У грі за 3-є місце англійці в Барі зустрілися з господарями турніру збірною Італії. Рахунок у матчі був відкритий на 70-й хвилині, коли після грубої помилки Шилтона відзначився Роберто Баджо. Англійці відповіли через 10 хвилин — Тоні Доріго навісив з лівого флангу, а Девід Платт пробив головою в дев'ятку. Але через 5 хвилин італійці знову вийшли вперед. Пол Паркер збив в карному майданчику Сальваторе Скіллачі, і сам постраждалий реалізував 11-метровий, забивши свій 6-й м'яч, завдяки чому став найкращим бомбардиром турніру. За решту часу англійці відігратися не змогли. Цей матч став 125-м і останнім в збірній для Пітера Шилтона, що досі є абсолютним рекордом збірної Англії. Покинув команду після 8 років і тренер Боббі Робсон, який подарував Англії 4-е місце — найкращий в історії англійців результат на чемпіонатах світу без врахування домашнього переможного турніру.

### Нестабільність 1990-х

Обкладинка таблоїда The Sun з зображенням «ріпоголового» Грема Тейлора, тренера збірної Англії

Наступним керманичем збірної став тренер «Астон Вілли» Грем Тейлор, з якою він 1990 року став віцечемпіоном Англії. У відбірковому турнірі до Євро-1992 збірна грала в нескладній групі разом зі збірними Ірландії, Польщі та Туреччини. Проте підопічні Тейлора виграли лише три матчі, два з яких у явного аутсайдера — збірної Туреччини, а інші три звели внічию, проте з вісьмома очками все-таки вийшли в фінальну частину. Там англійці провалилися, здобувши всього два очки та останнє місце в групі. Крім того, під час останньої гри на турнірі проти збірної Швеції, яку англійцям треба було обов'язково вигравати, на 60 хвилині за рахунку 1:1, Тейлор замінив найкращого бомбардира збірної Гарі Лінекера на Алана Сміта, що зіграв лише 12 матчів і забив 2 голи. На думку ряду журналістів Тейлор зробив це для того, щоб Лінекер не зміг зрівнятися за кількістю голів за збірну з Боббі Чарлтоном. Дана подія спричинила ряд негативних статей щодо Тейлора у британській пресі, зокрема популярний англійський таблоїд The Sun назвав його «ріпоголовим» (англ. Turnip Head) і помістив на обкладинку газети колаж, де Грема Тейлора зобразили з головою ріпи.
Зв'язок Тейлора з пресою частково покращився, коли він визнав свої помилки через кілька тижнів після фіналу. Проте це тривало недовго. Збірна Англії повністю провалила кваліфікацію до чемпіонату світу 1994 року — вона програла виїзні матчі збірним Нідерландів та Норвегії, головним конкурентам на вихід із групи, а в домашніх матчах спромоглася зіграти з ними лише внічию. Через це команда втретє і, наразі, востаннє у своїй історії не змогла кваліфікуватися у фінальну частину чемпіонатів світу, а тренер Грем Тейлор подав у відставку відразу після завершення кваліфікації.

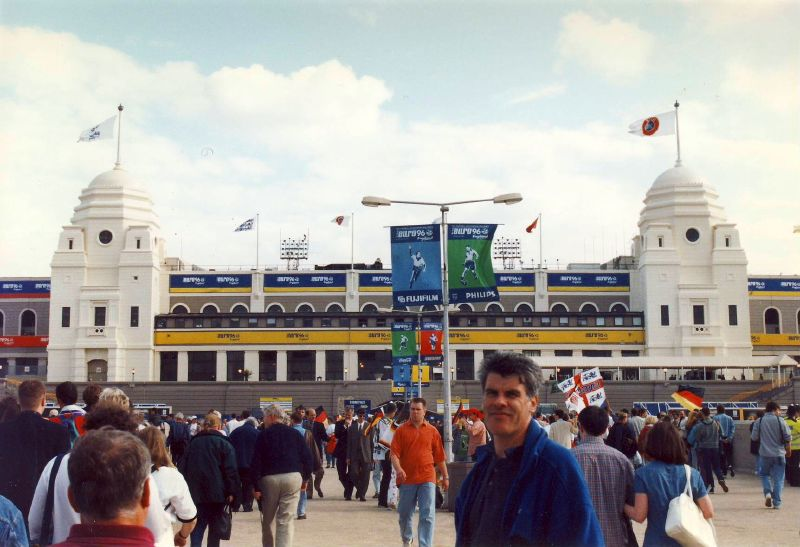
Стадіон «Вемблі» напередодні півфінального матчу збірної Англії на Євро-1996 проти збірної Німеччини

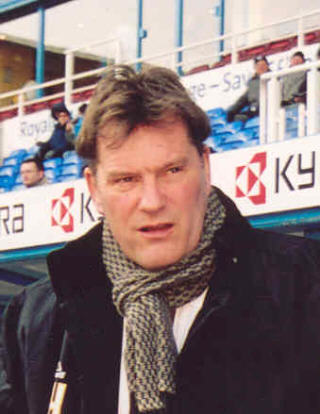
Гленн Годдл — гравець (1979–1988) та тренер (1996–1999) збірної Англії

Новим тренером збірної став Террі Венейблз, який свого часу тренував «Барселону» та «Тоттенгем Готспур». Новий тренер мав перевагу, тому що Євро-1996 був для англійців домашнім, що дозволяло Венейблсу награвати склад без хвилювання за результат кваліфікації. Так збірна поповнилася рядом талановитих молодих гравців, таких як Роббі Фаулер, Стів Макманаман, Даррен Андертон, Гарі Невілл та ін., які в компанії з ветеранами Полом Гаскойном, Стюартом Пірсом, Девідом Платтом, Тоні Адамсом та іншими створили колектив, який значно відрізнявся від того, що зазнав фіаско два роки тому. Щоправда, місцеві вболівальники побоювалися, що лідери збірної Пол Гаскойн і Алан Ширер вже не ті, що раніше. Однак тренер Террі Венейблз викликав обох на турнір, попри те, що Ширер не забивав за збірну протягом 21 місяця. Нагорода за довіру не змусила себе чекати — Ширер приніс господарям нічию з рахунком 1:1 у першому матчі зі швейцарцями, а потім вивів збірну Англії вперед у переможному матчі зі збірною Шотландії — 2:0. Другий м'яч у ворота шотландців забив Гаскойн. Отримавши дальній пас від Даррена Андертона, «Газза» лівою ногою перекинув м'яч через Коліна Гендрі, а потім з льоту пробив точно в нижній кут. В динаміці епізоду гол виглядав шедевром. Він став важливим іще й тим, що Гаскойн забив його не кому-небудь, а Шотландії. В підсумку цей гол став одним із найкрасивіших на чемпіонатах європи. У третій зустрічі англійці розгромили Нідерланди з результатом 4:1 завдяки дублям Ширера і Тедді Шерінгема. Перший матч плей-оф проти Іспанії став скандальним. Французький арбітр Марк Батта не зарахував два чистих голи й не поставив пенальті у ворота господарів турніру, чим викликав гнів іспанських вболівальників. Зарахованих голів у цьому матчі не було і все вирішила серія пенальті, де вдалішими були англійці 4-2. Ця перемога післяматчевих пенальті стала першою.. У півфіналі англійцям довелося грати зі збірною Німеччини. Господарі турніру відверто не зраділи такому жеребу. пам'ятаючи півфінал чемпіонату світу 1990 року. До того ж англійцям, як господарям, довелося вперше надягати незвичні сірі футболки. Після «рідних» червоних вони навіювали депресивні настрої. Господарі швидко відкрили рахунок — Ширер забив гол вже на 3 хвилині поєдинку, але німці на 16 хвилині його зрівняли — відзначився ветеран Штефан Кунц. В овертаймі вперше на чемпіонатах Європи діяло правило золотого голу, тому команди більше думали про захист власних воріт ніж про напад, через що рахунок так і не змінився. В серії пенальті промах Гарета Саутгейта дозволив німцям виграти з рахунком 6:5 і вийти у фінал.
Повторивши найкраще досягнення збірної Англії на чемпіонатах Європи, Террі Венейблз покинув команду. Згодом Алан Ширер так схарактеризував його тренерський внесок: «Найкращою збірною Англії у якій я грав була Англія під керівництвом Террі Венейблза напередодні Євро-1996. Знання Террі та тактичні ноу-хау були дуже вдалими, він знав як отримати максимум від нас. Ми відповіли йому, вірили в нього і грали у чудовий футбол на цьому турнірі».
Новим тренером збірної став Гленн Годдл, який лише минулого року завершив ігрову кар'єру в «Челсі», а у 1979—1988 роках захищав кольори збірної. Він відразу почав кардинальні зміни у збірній, так капітанську пов'язку, якою останнім часом володів Тоні Адамс, він передав Алану Ширеру, крім того, став широко використовувати молодих гравців, у тому числі «золоту молодь Манчестер Юнайтед»: тріо півзахисту Пол Скоулз, Нікі Батт і Девід Бекхем та центральних захисників Ріо Фердінанда і Сола Кемпбелла, які 1997 року без досвіду несподівано виграли чемпіонат Англії. Крім того, Годдл широко практикував екстрасенсорику. Він запрошував на тренування національної команди екстрасенса Ейлін Друрі, яка, за його словами, покращує фізичний стан футболістів на 20 відсотків, а на сам фінальний турнір приїхав і встановив «магічні кристали» відомий екстрасенс Урі Геллер. Ці всі зміни дали результат — збірна кваліфікувалася з першого місця на чемпіонат світу 1998 року, попри домашню поразку 0:1 від основного конкурента збірної Італії на початку відбору. Протягом турніру італійці примудрилися зіграти внічию зі збірними Грузії та Польщі, завдяки чому англійці, які виграли решту своїх зустрічей, перед останнім матчем, де зустрічались претенденти на перше місце, випереджали італійців на одне очко. Гра, в якій шанси забити мали обидві збірні, завершилася з рахунком 0:0, який вивів англійців у фінальний раунд турніру. В тому ж 1997 році збірна Англії вдало виступила на Французькому турнірі 1997 року, де вона стала переможцем, обігравши італійців (2:0) та господарів майбутнього чемпіонату французів (1:0). Поразка в третьому матчі від збірної Бразилії (0-1) вже не могла змінити розподіл місць в таблиці й принесла англійцям золоті медалі турніру.
На чемпіонат світу у Франції замість лідера збірної Пола Гаскойна, який славився пристрастю до міцних напоїв, Годдл взяв 18-річного форварда з «Ліверпуля» Майкла Оуена. Через це, ще до початку турніру, тренер отримав численні несхвальні відгуки англійських спортивних журналістів і вболівальників. Сам же чемпіонат збірна Англії розпочала з перемоги над збірною Тунісу (2:0), але в другому матчі зазнала несподіваної поразки від команди Румунії (1:2). Перемігши в третьому матчі збірну Колумбії з рахунком 2:0, команда Годдла вийшла до 1/8 фіналу з другого місця в групі, де на неї чекала принципова гра проти збірної Аргентини. Вже на 6-й хвилині у ворота Девіда Сімена був призначений пенальті, який реалізував Габрієль Батістута. Але через чотири хвилини пенальті бив вже Алан Ширер і зрівняв рахунок. Ще через 6 хвилин дивовижний гол забив Майкл Оуен, який сам пройшов з м'ячем майже половину поля. На самому початку другого тайму аргентинець Хав'єр Санетті зрівняв рахунок, а вже через хвилину англійці залишилися вдесятьох після видалення Девіда Бекхема. Проте попри це Алан Ширер навіть забив гол, який не зарахували судді, а в іншому епізоді данський арбітр Кім Мільтон Нільсен не помітив, що аргентинський захисник у штрафному майданчику зняв м'яч з голови того ж Ширера рукою. Основний і додатковий час гри так і закінчився, а в серії післяматчевих пенальті з рахунком 4:3 перемогли аргентинці. Попри прикрий виліт з турніру, гру збірної визнали вдалою і Ґленн Годдл продовжив роботу.

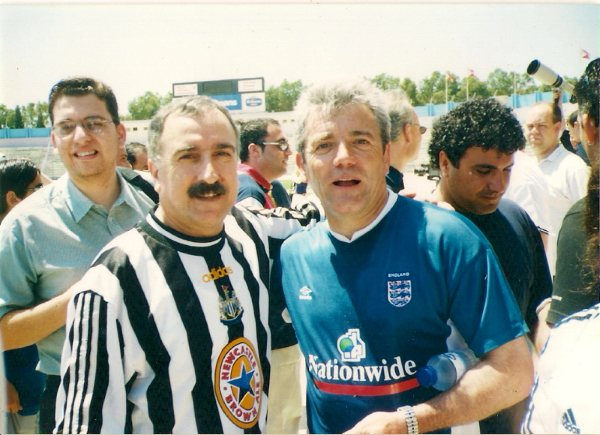
Кевін Кіган (праворуч) у формі тренерського штабу збірної Англії

Збірна Англії невдало розпочала відбірний турнір чемпіонату Європи 2000 року, отримавши в перших двох турах лише одне очко. Протягом всього турніру Англія досить невиразно виступала і в 8 матчах здобула лише 3 перемоги. Попри це, англійці обійшли за різницею м'ячів збірну Польщі й зайняли друге місце в групі, яке дозволяло зіграти в стикових матчах. Там їм випала збірна Шотландії, яку збірна Англії в першому матчі завдяки дублю Пола Скоулза на виїзді перемогла з рахунком 2:0. В матчі-відповіді на «Вемблі» англійці несподівано поступились сусідам з рахунком 0:1, але все одно кваліфікувались на Євро-2000. Проте, попри достатньо вдалі результати збірної протягом останніх трьох років, завершував відбір збірної й керував нею на турнірі вже інший тренер. Керівникам Футбольної асоціації Англії не подобалися самі тренерські принципи Годдла: він будував команду на основі колективних дій і зовсім не вважав, що футбольним зіркам автоматично гарантовано місце переважно складі. Формальним приводом для відставки стало інтерв'ю Годдла, яке він дав газеті The Times: «У вас і в мене по дві руки, дві ноги й дві половинки мозку. Деякі позбавлені цього від народження, бо карма залежить від попереднього життя. Що посієш, те й пожнеш».
Кевін Кіган, якого призначили у 1999 році тренером збірної, і вивів її на турнір, але не зміг з командою показати результат на Євро-2000. В першому матчі англійці вели з рахунком 2:0 проти збірної Португалії, проте примудрилися у підсумку програти з рахунком 2:3. В наступному поєдинку англійці зустрічалися зі збірною Німеччини та перемогли 1:0 своїх традиційних суперників вперше за шість останніх матчів. В третьому вирішальному матчі групи англійці зустрічалися зі збірною Румунії й мали дуже високі шанси на продовження боротьби — острів'янам для виходу з групи достатньо було зіграти в нічию, крім того, перший тайм завершився з рахунком 2:1 на їх користь. Проте вже на початку другого тайму Дорінел Мунтяну зрівняв рахунок, який тримався майже до завершення матчу. На 88-й хвилині захисник збірної Англії Філ Невілл порушив правила у своїй штрафній на Віорелі Молдовані й Румунія отримала право на пенальті, який упевнено реалізував Йонел Ганя. Цим голом Йонел приніс своїй збірній перемогу з рахунком 3:2 і вихід у чвертьфінал, а англійці змушені були покинути турнір. Попри це, Кіган продовжив працювати зі збірною, але вже 7 жовтня 2000 року в першому ж матчі кваліфікації на чемпіонат світу 2002 року збірна Англії зазнала поразки 0:1 від збірної Німеччини. Відразу після гри Кіган подав у відставку. На пресконференції він заявив: «Ясно, що щось іде не так, але що — я зрозуміти не можу. Мабуть, я не відповідаю тій кваліфікації, яка вимагається в цій роботі». У зв'язку з цим Говарда Вілкінсона, тренера англійської молодіжної збірної, екстрено призначили в. о. тренера першої команди. Під його керівництвом збірна провела лише один матч — 11 жовтня в Гельсінкі англійці зіграли внічию 0:0 зі збірною Фінляндії та опинились на останньому місці в групі. Останнім матчем 2000 року для англійців стала товариська гра проти збірної Італії, в якій обов'язки тренера збірної Англії виконував Пітер Тейлор. Попри це, англійці все одно програли з рахунком 0:1. Після цього матчу керівництво ФА задумалось про призначення іноземного тренера.

### Тренерство Свена-Йорана Ерікссона (2001—2006)
Вже в кінці 2000 року функціонери Футбольної асоціації Англії на чолі з виконавчим директором Адамом Кроз'єром визначили коло претендентів на посаду тренера збірної. Ними стали Свен-Йоран Ерікссон з «Лаціо», Арсен Венгер з «Арсеналу» і Рой Годжсон з «Копенгагена»). Шанси Ерікссона були найвищі, попри заяви президента «Лаціо» Сержіо Краньотті, що він не відпустить найуспішнішого за всю історію римського клубу тренера. Проти призначення іноземного тренера виступали ряд журналістів, вболівальників і, навіть, футболістів. Так, Боббі Чарлтон назвав запрошення іноземного фахівця жахливою помилкою і його підтримав Пол Гаскойн. Але в ідеї запрошення іноземного тренера теж виявилося безліч прихильників. Для прикладу, ними стали чемпіон світу 1966 року Алан Маллері та капітан збірної у 1990 році Террі Бутчер.

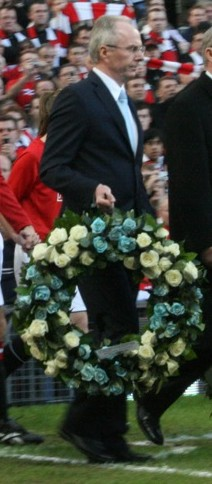
Свен-Йоран Ерікссон — перший іноземний тренер збірної Англії у 2001–2006 роках

В підсумку 30 жовтня 2000 року Футбольна асоціація Англії заявила, що угоду з Ерікссоном досягнуто. За інформацією італійських інформаційних агентств, швед підписав з ФА 5-річний контракт із зарплатою 2,6 млн фунтів на рік, а посаду він почне обіймати після того, як закінчиться термін дії його контракту з «Лаціо» 1 липня 2001.. Проте останній сезон Ерікссона в італійському клубі, з яким минулого року він виграв чемпіонат і кубок Італії, не вдався. На січень 2001 року столичний клуб вже відставав від лідера на 11 очок, вибув з національного кубка, а в Лізі чемпіонів команда програла два матчі поспіль на старті другого групового етапу. Тому вже взимку швед подав у відставку і прийняв збірну Англії набагато раніше ніж планувалося, ще до першого її матчу в новому році. Таким чином він став першим в історії не англійцем, який очолив збірну країни.

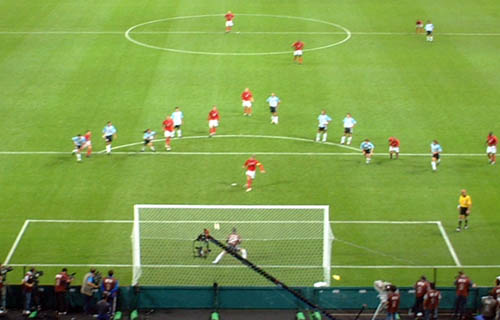
Гол Девіда Бекхема з пенальті у ворота збірної Аргентини в груповому раунді чемпіонату світу 2002 року. Саппоро, 7 червня 2002 року

З дебютного матчу нового тренера з'явилася надія, що збірна таки зможе виправити свій невдалий старт у кваліфікації. У товариській грі англійці розгромили збірну Іспанії 3:0. Сподівання не були марними — англійці у кваліфікації виграли 5 матчів поспіль з загальною різницею м'ячів 14-3. Одним з цих матчів був виїзд до Німеччини, де англійці перемогли принципового суперника з найбільшим в історії рахунком — 5:1. Хет-трик на рахунку Майкла Оуена. В підсумку перед останнім туром англійці йшли на першому місці в групі, випереджаючи Німеччину за різницею м'ячів і для кваліфікації на турнір їм достатньо було лише вдома обіграти одного з аутсайдерів відбору збірну Греції. Проте гра вийшла дуже невдалою. Англійці програли перший тайм (0:1), а після перерви на гол Тедді Шерінгема греки за дві хвилини забили гол у відповідь. Німці несподівано зіграли унічию з фінами, тому Англію також влаштовувала нічия. Але гості виглядали впевненіше, а господарі не показували нічого небезпечного окрім штрафних у виконанні Бекхема. На останній хвилині матчу до м'яча знову підійшов Девід Бекхем і цього разу його удар зі штрафного був точним, завдяки чому Англія напряму потрапила на чемпіонат світу 2002 року.
На чемпіонаті світу збірна Англії у групі перемогла з рахунком 1:0 інших принципових суперників — збірну Аргентини, не дозволивши їм вийти з групи. Проте інші два матчі англійці завершили в нічию і вийшли в плей-оф лише з другого місця. Там вони з легкістю обіграли збірну Данії, після того, як ще в першому таймі забили три сухі м'ячі. У чвертьфіналі на англійців чекали чотириразові чемпіони світу — збірна Бразилії. Вже на 24-й хвилині англійці забили гол, — Еміль Гескі зробив навіс, який невдало прийняв Лусіу і подарував м'яч Оуену. Форвард англійців трохи просунувся вперед і пробив повз Маркоса. Це був перший удар по воротах збірної Бразилії в матчі. Проте, ще до перерви, в компенсований час, латиноамериканці зрівняли рахунок — Роберто Карлос закинув точним пасом м'яч вперед на Роналдінью, той «розгойдав» Ешлі Коула і видав передачу на Рівалдр, який у дотик поклав м'яч у кут воріт Сімена. А вже на 5-й хвилині другого тайму гри Роналдінью чудово виконав штрафний. М'яч навісом полетів у дальній кут воріт англійців, а Девід Сімен вийшов з воріт і не зміг врятувати свою команду. Однак вже за 7 хвилин суддя матчу мексиканець Феліпе Рамос вилучив автора останнього голу за грубий фол проти Денні Міллза. Маючи на одного гравця більше, англійці так і не створили гольовий момент і Бразилія вийшла у півфінал, а пізніше стала переможцем турніру.

Склади й тактичні схеми збірних Англії та Португалії у чвертьфіналі чемпіонату Європи 2004 року. Ештадіу да Луж. 24 червня 2004 року

Відбіркову кампанію до Євро-2004 збірна Англії пройшла досить легко. Вона не програла жодного матчу і посіла перше місце в групі, випередивши на одне очко збірну Туреччини. У фінальній частині острів'яни продовжили вдалу гру в груповому раунді. В першому матчі групи вони по грі перегравали чинних володарів трофею збірну Франції — Френк Лемпард на 37 хвилині забив перший гол, а у другому таймі Девід Бекхем не реалізував пенальті. Гра підходила до логічного завершення, проте в додатковий час Зінедін Зідан забив два м'ячі й приніс нелогічну перемогу французам. Попри прикру поразку в першому матчі, англійці продовжили вдалі виступи й в наступних двох матчах розгромили збірні Швейцарії (3-0) та Хорватії (4-2), завдяки чому вийшли в наступний раунд з другого місця.
В плей-оф першим суперником стали господарі турніру збірна Португалії. Збірній Англії поталанило на самому початку матчу — після удару від воріт м'яч несподівано відскочив від голови португальського гравця і потрапив прямо до Майкла Оуена, який пробив з ходу і забив гол. Але вже у середині першого тайму 18-річний Вейн Руні зазнав травми й замість нього на полі з'явився нападник «Астон Вілли» Даріус Васселл. У другому таймі практично повна перевага була на боці господарів поля, проте забити гол їм не вдавалося. У кінці матчі Луїш Фігу покинув поле, а замість нього вийшов Елдер Поштіга, який на 83-й хвилині замкнув ударом головою навіс в штрафний майданчик. В кінці основного часу матчу, після поданого Девідом Бекхемом штрафного, м'яч потрапив в перекладину, а потім його добив у ворота ударом головою захисник англійців Сол Кемпбелл. Проте швейцарський арбітр Урс Маєр зафіксував вигадане порушення правил і не зарахував гол. Основний час матчу так і завершився з рахунком 1:1. Перший тайм додаткового часу пройшов безрезультатно. А в другій половині Руй Кошта вивів португальців уперед, але вже через кілька хвилин Френк Лемпард забив гол у відповідь, перевівши гру в серію пенальті. Першим до 11-метрової позначки підійшов капітан англійської збірної Девід Бекхем і не забив другий свій пенальті на турнірі, пробивши настільки невдало, що український коментатор Дмитро Джулай в прямому ефірі сказав знамениту фразу «Боже, який же він бовдур!». Щоправда, згодом автор другого м'яча португальців Руй Кошта теж не забив пенальті й зрівняв шанси збірних. В підсумку героєм матчу став голкіпер збірної Португалії Рікарду Перейра, який спочатку відбив пенальті від Васселла, а потім сам забив вирішальний м'яч у ворота Девіда Джеймса, що вивів португальців до півфіналу домашнього Євро.

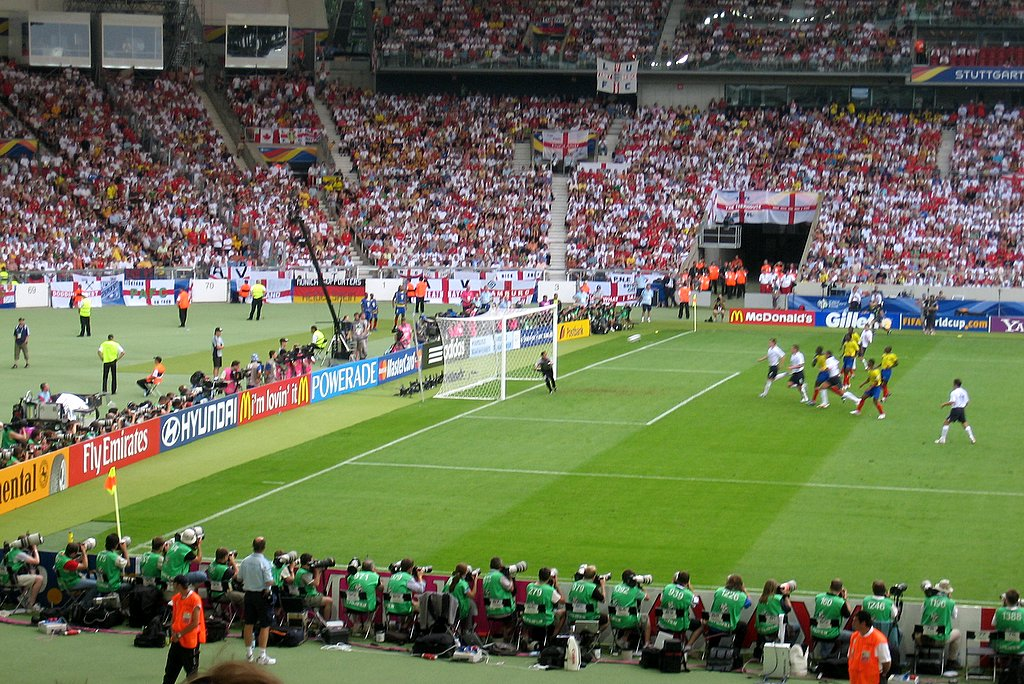
Гол Девіда Бекхема зі штрафного у ворота збірної Еквадору в 1/8 фіналу чемпіонату світу 2006 року. Штутгарт, 25 червня 2006 року

Кваліфікаційний раунд до чемпіонату світу 2006 року розпочався для англійців несподіваною нічиєю 2:2 проти збірної Австрії. Британці на 70-й хвилині матчу вели з рахунком 2:0, проте за дві хвилини примудрились пропустити два м'ячі у відповідь. Щоправда, подальші ігри показали випадковість цієї нічиї — наступні шість кваліфікаційних матчів англійці виграли з загальним рахунком 12-1. Після чого завдяки голу Девіда Гілі несподівано програли своїм традиційним сусідам збірній Північної Ірландії (0:1). Це поразка дозволила збірній Польщі, яка протягом турніру втратила очки лише в програному матчі проти англійців, обійти Англію і вийти на перше місце в групі. Тому в останньому матчі проти поляків, що проходив на «Олд Траффорд», збірній Англії була необхідна перемога. Обмінявшись голами перед перервою, англійці довго не могли забити переможний гол і мали всі шанси повторити ситуацію у кваліфікації до чемпіонату світу 1974 року, проте на 80 хвилині Френк Лемпард зумів забити вирішальний гол і вивів свою збірну з першого місця на третю поспіль світову першість.
На турнірі англійці потрапили в досить просту групу, з якої майже без проблем вийшли в плей-оф — перемоги «на класі» над збірними Парагваю (1:0) та Тринідаду і Тобаго (2:0), а також втрачена на 90-й хвилині матчу перемога над збірною Швеції, яка все одно дозволила англійцям з першого місця вийти у плей-оф. Там вони зустрілися зі збірною Еквадору. В напруженому матчі з достатньою кількістю моментів біля обох воріт єдиний гол на 60-й хвилині матчу зі штрафного забив Девід Бекхем, який і вивів британців у чвертьфінал, де на них чекало повторення чвертьфіналу останнього Євро. Знову основний і додатковий час матчу завершились безгольовою нічиєю, а в серії післяматчевих пенальті героєм знову став голкіпер португальців Рікарду Перейра, який взяв три удари (від Френка Лемпарда, Стівена Джеррарда та Джеймі Каррагера) і вивів свою збірну до півфіналу турніру. Ця гра стала останньою для Свена-Йорана Ерікссона.. Ще 23 січня 2006 року він заявив, що покине збірну після останнього матчу на турнірі, попри те, що контракт з ФА завершувався лише 2008 року. Основними причинами такого рішення стали скандальні історії, які переслідували тренера збірної Англії весь час. Так, у 2002 році він, підтримуючи любовні стосунки з Ненсі Дель'Оліо, мав роман з телеведучою Ульрікою Йонссон та танцівницею Джейн Коннері, а на початку 2006 року Ерікссон розповів ряд пікантних подробиць журналісту News of the World, який замаскувався під арабського шейха, що бажає придбати один з англійських клубів. У зв'язку з цим ще навесні 2006 року основними претендентами на посаду тренера стали Сем Еллардайс, Алан Кербішлі, Мартін О'Нілл, Луїс Феліпе Сколарі та Стів Макларен. Спершу почалися переговори щодо прийняття збірної Англії після завершення чемпіонату світу в Німеччині з Луїсом Феліпе Сколарі, який у 2002 році зі збірної Бразилії, а 2004 і 2006 зі збірною Португалії вибивав англійців з міжнародних турнірів. Проте бразилець відмовився від посади. Тому 4 травня 2006 року був підписаний чотирирічний контракт зі Стівом Маклареном, який був найкращим менеджером «Мідлсбро» за всю їх історію.. За характером свого призначення Макларен отримав прізвисько «Стів Другий Вибір» (англ. Second Choice Steve). Це призначення отримало високу оцінку з боку колишніх футболістів, зокрема Алана Гансена, сера Алекса Фергюсона і сера Тревора Брукінга. Проте, більшість вболівальників Англії залишились незадоволеними вибором ФА.

### Провал кваліфікації до Євро-2008 (2006—2007)

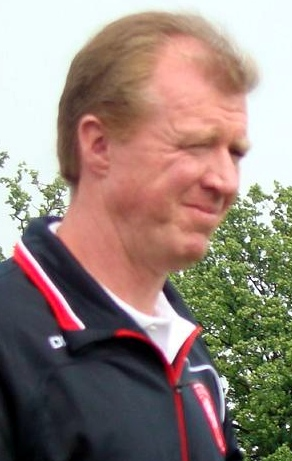
Стів Макларен — тренер збірної Англії у 2006–2007 роках.

Стів Макларен взяв на себе управління збірною 1 серпня 2006 року. Він відразу змінив весь персонал збірної. Так, популярного колишнього тренера збірної Англії Террі Венейблза Макларен призначив своїм заступником, а відомого публіциста Макса Кліффорда — помічником у співпраці зі ЗМІ. Крім того, Стів провів перестановки й в самій команді. Капітаном команди став Джон Террі, який на той момент вже зіграв за збірну 24 гри. Новий тренер з цього приводу сказав: «Я переконаний, що Террі буде одним з найкращих капітанів Англії в історії». Крім того, зі збірної виключили ветеранів Сола Кемпбелла, Девіда Джеймса та, навіть, колишнього капітана команди Девіда Бекхема. Щоправда, Макларен заявив про те, що в Бекхема є шанс повернутись до збірної, якщо він буде демонструвати хорошу гру в клубі.
Збірна Англії під керівництвом нового тренера почала кваліфікацію до Євро-2008 з двох перемог, але після цього справи пішли невдало: нульові нічиї зі збірними Македонії та Ізраїлю, а також поразка від Хорватії в Загребі з рахунком 0:2 (одним з м'ячів став автогол Гарі Невілла, передачу назад якого в простій ситуації не зумів зупинити воротар англійців Пол Робінсон). Після цього Англія опустилась на четверте місце в групі. В травні 2008 року до збірної повернули Девіда Бекхема, а збірна виграла п'ять матчів поспіль з однаковим рахунком 3:0, що повернуло англійцям шанс на вихід у фінальну частину Євро-2008. Втім, збірна Англії програла ключовий матч збірній Росії в Москві (1:2) і, здавалось, втратила шанси на вихід з групи. Проте несподівано росіяни програли матч наступного туру збірній Ізраїлю (1:2) і подарували реальну можливість англійцям на здобуття «прохідного» другого місця в групі. Для цього їм необхідно було не програти на «Вемблі» невмотивованим хорватам, які вже зайняли перше місце. Несподівано в першому таймі англійці пропустили два м'ячі, втім на початку другого зусиллями Френка Лемпарда і Пітера Крауча зрівняли рахунок. Такий результат влаштовував обидві команди, тому небезпеки біля воріт обох збірних майже не було, але несподіваний дальній удар Младена Петрича застав зненацька воротаря англійців Скотта Карсона. За останні хвилини остров'янам так і не вдалося зрівняти рахунок і збірна Англії вперше за 24 роки та дотепер востаннє не кваліфікувалася на чемпіонат Європи. Наступного дня, 22 листопада 2007 року ФА провела екстрену нараду, на якій Макларена усунули від посади разом з його помічником Террі Венейблзом.

### Тренерство Фабіо Капелло (2007—2012)

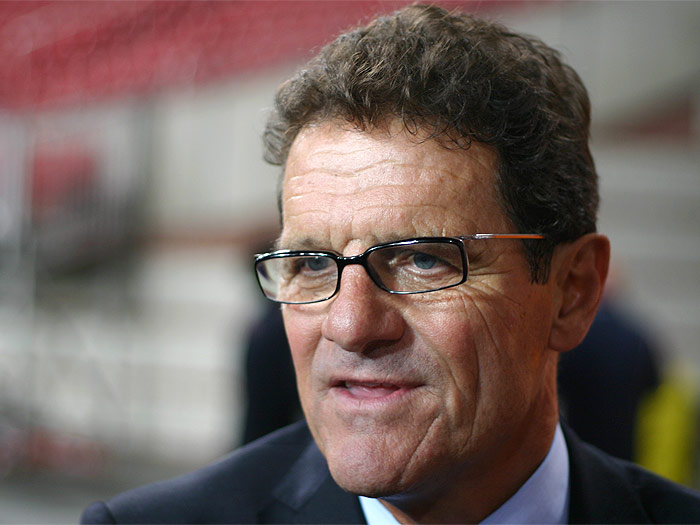
Фабіо Капелло — тренер збірної Англії з 2007 по 2012 роки

Новими претендентами на посаду тренера збірної Англії стали Жозе Моурінью, Марчелло Ліппі, Фабіо Капелло і Мартін О'Нілл. 14 грудня 2007 ФА оголосила, що новим тренером збірної стане Фабіо Капелло. За оцінками, його зарплата становила 6 мільйонів фунтів стерлінгів у рік. Капелло підписав контракт лише після того, як він добився від керівників асоціації можливості самому призначити собі помічників, якими стали Італо Гальбьяті (другий тренер), Франко Танкреді (тренер воротарів), Массімо Нері (тренер з фізичної підготовки) і Франко Бальдіні (генеральний менеджер). 6 лютого 2008 року Англія зіграла свій перший матч під керівництвом Капелло і перемогла з рахунком 2:1 збірну Швейцарії.
Збірна Англії розпочала кваліфікацію до чемпіонату світу 2010 перемогою з рахунком 2:0 над збірною Андорри. Через чотири дні Англія грала зі збірною Хорватії, через яку втратила путівку на Євро-2008. Реванш відбувся — розгром суперника з рахунком 4:1, хет-трик оформив Тео Волкотт. Надалі не встояли збірні Казахстану (5:1) та Білорусі (3:1). Такий старт у кваліфікації став найкращим для англійців за весь час. Продовження теж вдалося — збірна Англії виграла вісім з восьми матчів з загальним рахунком 31-5 і за два тури до завершення відбору достроково кваліфікувалася на чемпіонат світу. В передостанньому турі Англія програла збірній Україні (0:1), яку влаштовувала тільки перемога (інакше її випереджала Хорватія), що викликало чутки про можливу «здачу» матчу, щоб не дати вийти на чемпіонат світу ненависним хорватам. В останньому матчі збірна Англії перемогла з рахунком 3:0 білорусів, і посіла першу сходинку у групі з 34 голами, що на 6 більше за збірну Іспанії, яка зайняла за цим показником друге місце у відборі. У травні 2010 року Капелло заявив, що після завершення роботи з Англією, завершить тренерську кар'єру.
На чемпіонаті світу в ПАР англійці почали з нічиєї проти збірної США. Швидкий гол Стівена Джеррарда нівелювався помилкою воротаря англійців Роберта Гріна, який не спіймав несильний удар Клінта Демпсі. В підсумку матч так і закінчився з рахунком 1:1. Після матчу англійський таблоїд Daily Mirror жартівливо написав: «Після пропущеного голу Грін хотів схопитись за голову, але промахнувся», а сам воротар більше жодного разу не виходив у складі збірної Англії. В другому матчі у ворота повернувся 40-річний ветеран Девід Джеймс, але англійці не спромоглися забити аутсайдеру групи збірній Алжиру. І лише завдяки перемозі над збірною Словенії (1:0), команда змогла вийти з групи з другого місця. В плей-оф на англійців чекала зустріч з принциповим суперником збірною Німеччини. Німці до 32 хвилини забили два м'ячі, але на 37 хвилині Меттью Апсон скоротив розрив до одного гола. Після чого стався найсуперечливіший момент гри — на 39 хвилині Френк Лемпард пробив по воротах. М'яч влучив в поперечину й опустився за лінією воріт, після чого вилетів назад в поле. Попри це, уругвайський рефері Хорхе Ларріонда не зафіксував взяття воріт, яке б дозволило англійцям встановити нічийний рахунок 2:2. Після матчу, при перегляді повтору, арбітр був приголомшений помилкою і зміг сказати лише «О, Боже!», а британська преса обурювалася з приводу скасування гола Лемпарда і порівнювала цей момент з переможним м'ячем Джеффа Герста у фіналі чемпіонату світу 1966 року. В підсумку, у другому таймі німці зусиллями Томаса Мюллера забили ще два м'ячі. В результаті англійці, вперше з 1954 року, пропустили 4 голи у розіграшах світових першостей і вилетіли з раунду плей-оф вже у 1/8 фіналу.. Попри невдалий результат, Капелло заявив, що не хоче залишати посаду тренера збірної Англії 2 липня Футбольна асоціація ухвалила рішення залишити Капелло на чолі збірної до завершення Євро-2012.
У кваліфікації до Євро-2012 збірна Англії розпочала з двох перемог, після чого зіграла в нічию 0:0 з відкриттям турніру збірною Чорногорії, яка бувши «посіяною» з останнього, п'ятого кошика, перемогла у трьох перших матчах кваліфікації. Після чого англійці перемогли сусідів з Уельсу (2:0), а в 5 турі знову зіграли внічию 2:2, цього разу зі збірною Швейцарії, програючи по ходу матчу з рахунком 0:2. Завдяки цій нічиїй чорногорці зрівнялися з англійцями за кількістю очок. Проте, перемоги збірної Англії у двох наступних матчах та поразка збірної Чорногорії дозволили англійцям достроково за тур до завершення відбору кваліфікуватись на Євро-2012. В останньому турі невмотивована збірна Англії зіграла внічию 2:2 з чорногорцями, завдяки чому балканці посіли друге місце в групі та вийшли в раунд плей-оф, відставши від англійців на 6 очок.

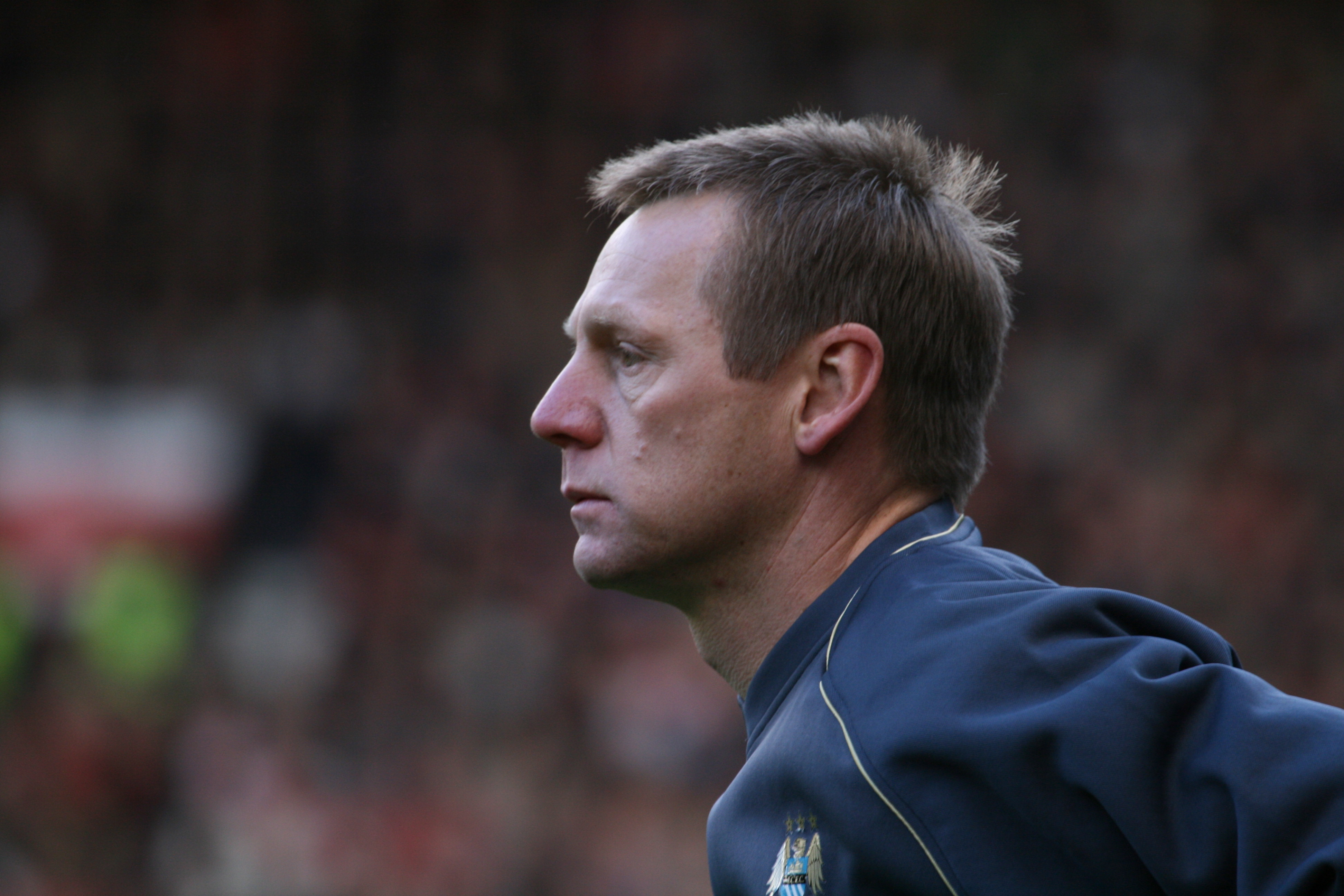
Стюарт Пірс — виконувач обов'язків тренера збірної Англії у 2012 році

У кінці 2011 року стало відомо, що капітан збірної Англії Джон Террі має відповісти перед судом за расистські вислови. 1 лютого 2012 року Террі з'явився в суд, де йому пред'явили звинувачення в расизмі. Неналежними стали висловлювання Террі на адресу футболіста клубу «Квінз Парк Рейнджерс» Антона Фердінанда. Інцидент, що став предметом розслідування, стався 23 жовтня 2011 під час матчу «Квінз Парк Рейнджерс» і «Челсі», який закінчився поразкою «аристократів» з рахунком 0:1. Після гри Фердінанд заявив, що Террі висловив на його адресу расистські образи. Нібито він назвав Ентоні «йоб*ною чорною пи*дою» (англ. fucking black cunt). Через це, вже на початку лютого, Джона Террі позбавили капітанської пов'язки в збірній. Таке рішення ухвалив голова Асоціації футболу Англії Девід Бернстайн. Попри це, тренер Фабіо Капелло відразу заявив, що Террі залишиться капітаном, поки не буде винесено остаточний вердикт суду. Стало відомо, що італійський спеціаліст спеціально прилетить в Англію, щоб розібратися з питанням капітанської пов'язки в збірній. Ця зустріч, що відбулася 8 лютого 2012 року і тривала понад годину, завершилася відставкою Капелло. За однією з версій, звільнений тренер після зустрічі заявив: «Вони дійсно образили мене, поставивши під сумнів мій авторитет на чолі збірної Англії, що створило проблеми для команди. Я ніколи не терпів подібного, тому рішення про відхід з поста наставника збірної Англії далося мені легко». Вже наступного дня стало відомо, що виконувати обов'язки тренера буде тренер молодіжної збірної Англії та олімпійської збірної Великої Британії Стюарт Пірс, який вивів збірну на наступний матч проти збірної Нідерландів, що відбувся 29 лютого 2012 року. До 85 хвилини матчу англійці програвали з рахунком 0:2, проте за останні п'ять хвилин Гарі Кегілл та Ешлі Янг зрівняли рахунок, але вирішальне слово залишилось за «помаранчевими» — у додатковий час Ар'єн Роббен забив вирішальний гол і вирвав перемогу для своєї збірної. Ця гра стала єдиною для Пірса на чолі збірної.

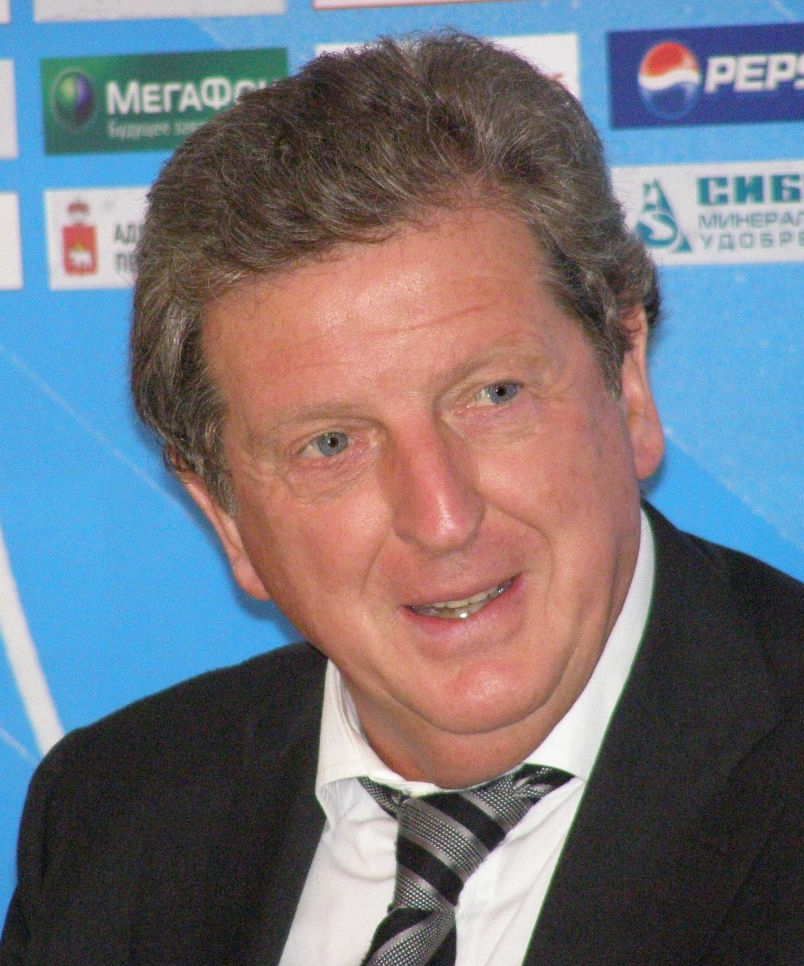
Рой Годжсон — тренер збірної Англії у 2012-2016 роках

З березня ФА намагалася знайти спеціаліста, що працюватиме на посаді тренера. Називався цілій ряд кандидатів: Гаррі Реднапп, Стюарт Пірс, Рой Годжсон, Террі Венейблз та інші. Крім того, посадою головного тренера зацікавився і Гус Гіддінк, попри те, що ФА заявила, що наступним тренером має стати англієць. Проте, більшість англійських футболістів і тренерів, зокрема Алекс Фергюсон, Вейн Руні, Гарі Лінекер, Алан Ширер, Мартін Кіоун, Ніл Ворнок, заявили, що Реднапп — найкращий варіант. Саме з ним, та «Тоттенгем Готспур», з яким Гаррі був зв'язаний контрактом, асоціація довго проводила переговори, але так і не змогла домовитись через надвисокі вимоги «шпор», які вимагали заплатити за звільнення Реднаппа від контрактних зобов'язань перед клубом 10 млн фунтів.
1 травня 2012 року, за 38 днів до початку Євро, ФА нарешті визначилася з новим тренером — ним став тренер «Вест-Бромвіч Альбіон» Рой Годжсон, з яким уклали контракт на чотири роки. Рой став першим в історії збірної Англії тренером, який мав на момент призначення досвід роботи на рівні збірних — у 1992—1995 він керував збірною Швейцарії, яку вперше за понад 25 років вивів на чемпіонат світу 1994 року та чемпіонат Європи 1996 року.

### Тренерство Гарета Саутгейта та Томаса Тухеля (2012— )
На Євро-2012 англійці потрапили у групу D разом зі збірними України, Франції та Швеції. Крім того, влітку 2012 року вперше з 1974 року зібралася Олімпійська збірна Великої Британії, у складі якої виступала значна кількість англійців. Це було зроблено для участі в домашніх Олімпійських іграх 2012 року. Тому Футбольна асоціація офіційно заявила, що гравці збірної Англії, які взяли участь у чемпіонаті Європи, не зможуть зіграти за збірну Великої Британії на Олімпіаді в Лондоні. У підсумку британська збірна вийшла з групи на домашній Олімпіаді, але в чвертьфіналі після нічийного результату з Південною Кореєю (1:1) поступилася в серії післяматчевих пенальті. У кваліфікації на чемпіонаті світу в Бразилії англійці потрапили у групу H разом зі збірними Чорногорії, України, Польщі, Молдови та Сан-Марино. За підсумками відбіркового турніру — здобула перше місце в групі й напряму кваліфікувалися на Чемпіонат світу. На полях Бразилії, команда Англії провела всього лиш три гри у групі, здобула одне очко і посіла останню сходинку.
На ЧЄ-2016 Англія вийшла напряму, посівши перше місце в групі із стовідсотковим показником 10 виграшів у 10 матчах. Англійці вийшли до з групи з другого місця (5 очок), але в 1/8 фіналу сенсаційно поступилася збірній Ісландії з рахунком 1:2. Після цієї поразки Рой Годжсон залишив пост головного тренера британців.
На ЧС-2018 команда під керівництвом нового головного тренера Гарета Саутгейта вийшла також з першого місця, не зазнавши жодної невдачі в 10 матчах. На футбольних полях Росії англійці в групі обіграли збірні Тунісу (2:1) та Панами (6:1) і поступилися бельгійцям (0:1). В 1/8 англійці зустрілися із збірною Колумбії. Основний час завершився унічию (1:1), а в серії післяматчевих пенальті англійці виграли з рахунком 4:3. У чвертьфіналі британці здолали Швецію (2:0) і вперше за 28 років вийшли до півфіналу, де поступилися в підсумку в додатковий час Хорватії (1:2).
На Євро-2020 (фінальна частина якого відбулася влітку 2021 року) збірна Англії провела всі матчі групового етапу на стадіоні «Уемблі». В першій грі англійці здолали збірну Хорватії (1:0). Після чого була нічия із Шотландією (0:0) та перемога над Чехією (1:0). В 1/8 підопічні Гарета Саутгейта здолали Німеччину (2:0), в 1/4 розгромили збірну України (4:0), а в півфіналі тріумфували над Данією (2:1). У фінальній грі з командою Італії на «Уемблі» господарі відкрили рахунок вже на 2-й хвилині, але апеннінці зрівняли рахунок на 67-й хвилині і в серії післяматчевих пенальті здобули перемогу на турнірі.
Чемпіонат світу в Катарі для збірної Англії розпочався з розгромної перемоги над Іраном (6:2), потім була нульова нічия із США та впевнена перемога над Уельсом (3:0). В 1/8 англійці не відчули опору із Сенегалом (3:0), а от в чвертьфіналі британці в рівній грі поступилися майбутньому фіналісту турніру — збірній Франції (1:2). У цьому матчі нападник «трьох левів» Гаррі Кейн забив свій 53 м'яч за збірну Англії і зрівнявся по голах із кращим бомбардиром в історії англійської збірної Вейном Руні.
На Євро-2024 збірна Англії на груповому етапі посіла перше місце, перегравши в першому матчі Сербію (1:0). Після чого були нічиї із Данією (1:1) та Словенією (0:0). В 1/8 фіналу підопічні Гарета Саутгейта в додатковий час здолали Словаччину (2:1), в 1/4 зустрілися із збірною Швейцарії. Основний час завершився унічию (1:1), а в серії післяматчевих пенальті англійці виграли з рахунком 5:3. У півфіналі тріумфували над Нідерландами (2:1). У фналі поступились команді Іспанії (1:2).
16 липня 2024 року тимчасово головним тренером став ірландець Лі Карслі. 1 січня 2025 року збірну очолив німець Томас Тухель.

## Склад

### Поточний склад
Наступні 26 гравців були оголошені у списку збірної для участі у Євро-2024.
Вік гравців наведено на день початку змагання (14 червня 2024 року), дані про кількість матчів і голів — на 17 травня 2024 року.
| №  | Поз. | Гравець                  | Дата народження (вік)           | Ігри | Голи | Клуб                     |
| -- | ---- | ------------------------ | ------------------------------- | ---- | ---- | ------------------------ |
| 1  | ВР   | Джордан Пікфорд          | 7 березня 1994 (вік 30 років)   | 60   | 0    | Евертон                  |
| 13 | ВР   | Аарон Ремсдейл           | 14 травня 1998 (вік 26 років)   | 4    | 0    | Арсенал (Лондон)         |
| 22 | ВР   | Дін Гендерсон            | 12 березня 1997 (вік 27 років)  | 1    | 0    | Крістал Пелес            |
|    |      |                          |                                 |      |      |                          |
| 2  | ЗХ   | Кайл Вокер               | 28 травня 1990 (вік 34 роки)    | 82   | 1    | Манчестер Сіті           |
| 5  | ЗХ   | Джон Стоунз              | 28 травня 1994 (вік 30 років)   | 71   | 3    | Манчестер Сіті           |
| 12 | ЗХ   | Кіран Тріпп'єр           | 19 вересня 1990 (вік 33 роки)   | 46   | 1    | Ньюкасл Юнайтед          |
| 3  | ЗХ   | Люк Шоу                  | 12 липня 1995 (вік 28 років)    | 31   | 3    | Манчестер Юнайтед        |
| 24 | ЗХ   | Джо Гомес                | 23 травня 1997 (вік 27 років)   | 13   | 0    | Ліверпуль                |
| 6  | ЗХ   | Марк Геї                 | 13 липня 2000 (вік 23 роки)     | 9    | 0    | Крістал Пелес            |
| 15 | ЗХ   | Льюїс Данк               | 21 листопада 1991 (вік 32 роки) | 5    | 0    | Брайтон енд Гоув Альбіон |
| 14 | ЗХ   | Езрі Конса               | 23 жовтня 1997 (вік 26 років)   | 2    | 0    | Астон Вілла              |
|    |      |                          |                                 |      |      |                          |
| 4  | ПЗ   | Деклан Райс              | 14 січня 1999 (вік 25 років)    | 50   | 3    | Арсенал (Лондон)         |
| 10 | ПЗ   | Джуд Беллінгем           | 29 червня 2003 (вік 20 років)   | 29   | 3    | Реал Мадрид              |
| 8  | ЗХ   | Трент Александер-Арнольд | 7 жовтня 1998 (вік 25 років)    | 23   | 2    | Ліверпуль                |
| 16 | ПЗ   | Конор Галлахер           | 6 лютого 2000 (вік 24 роки)     | 12   | 0    | Челсі                    |
| 20 | ПЗ   | Еберечі Езе              | 29 червня 1998 (вік 25 років)   | 2    | 0    | Крістал Пелес            |
| 25 | ПЗ   | Коббі Мейну              | 19 квітня 2005 (вік 19 років)   | 2    | 0    | Манчестер Юнайтед        |
| 24 | ПЗ   | Коул Палмер              | 6 травня 2002 (вік 22 роки)     | 2    | 0    | Челсі                    |
| 26 | ПЗ   | Адам Вортон              | 6 лютого 2004 (вік 20 років)    | 0    | 0    | Крістал Пелес            |
|    |      |                          |                                 |      |      |                          |
| 9  | НП   | Гаррі Кейн (капітан)     | 28 липня 1993 (вік 30 років)    | 89   | 62   | Баварія (Мюнхен)         |
| 11 | ПЗ   | Філ Фоден                | 28 травня 2000 (вік 24 роки)    | 33   | 4    | Манчестер Сіті           |
| 7  | НП   | Букайо Сака              | 5 вересня 2001 (вік 22 роки)    | 32   | 11   | Арсенал (Лондон)         |
| 19 | НП   | Оллі Воткінс             | 30 грудня 1995 (вік 28 років)   | 11   | 3    | Астон Вілла              |
| 23 | НП   | Джеррод Боуен            | 20 грудня 1996 (вік 27 років)   | 7    | 0    | Вест Гем Юнайтед         |
| 17 | НП   | Айвен Тоуні              | 16 березня 1996 (вік 28 років)  | 2    | 1    | Брентфорд                |
| 21 | НП   | Ентоні Гордон            | 24 лютого 2001 (вік 23 роки)    | 2    | 0    | Ньюкасл Юнайтед          |

### Видатні гравці
Футболісти збірної Англії, що входять до Зали слави англійського футболу:
| з 2002 року: - Гордон Бенкс - Сер Боббі Чарлтон - Діксі Дін - Данкан Едвардс - Сер Том Фінні - Пол Гаскойн - Джиммі Грівз - Джонні Гейнс - Кевін Кіган - Нет Лофтгаус - Сер Стенлі Метьюз - Боббі Мур - Браян Робсон - Пітер Шилтон - Біллі Райт з 2003 року: - Алан Болл - Томмі Лоутон - Гарі Лінекер - Стен Мортенсен з 2004 року: - Тоні Адамс - Вів Андерсон - Джефф Герст - Вілф Менніон - Алан Ширер з 2005 року: - Джон Барнс - Колін Белл - Джек Чарлтон - Іан Райт | з 2006 року: - Роджер Гант - Джекі Мілберн - Мартін Пітерс з 2007 року: - Пітер Бердслі - Гленн Годдл - Ноббі Стайлс з 2008 року: - Джиммі Армфілд - Девід Бекхем - Стів Блумер - Емлін Г'юз - Пол Скоулз - Рей Вілсон з 2009 року: - Кліфф Бастін - Сер Тревор Брукінг - Джордж Коен - Лен Шеклтон - Тедді Шерінгем - Френк Свіфт з 2010 року: - Чарлі Б'юкен - Іан Каллаган - Рей Клеменс - Френсіс Лі - Сер Альф Ремзі - Клем Стівенсон | з 2013 року: - Рейч Картер - Метью Ле Тісьє - Майк Саммербі - Рей Вілкінс з 2014 року: - Тревор Френсіс - Майкл Оуен з 2015 року: - Боб Кромптон - Норман Гантер - Алан Маллері - Гарі Невілл - Стюарт Пірс з 2016 року: - Ріо Фердінанд - Девід Сімен з 2017 року: - Стівен Джеррард - Френк Лемпард - Чарлі Робертс з 2019 року: - Сіріл Регіс з 2020 року: - Джастін Фашану |

## Рекордсмени

### Гравці, що провели найбільше ігор
| #  | Гравець         | Період    | Ігор | Голів |
| -- | --------------- | --------- | ---- | ----- |
| 1  | Пітер Шилтон    | 1970–1990 | 125  | 0     |
| 2  | Вейн Руні       | 2003–2018 | 120  | 53    |
| 3  | Девід Бекхем    | 1996–2009 | 115  | 17    |
| 4  | Стівен Джеррард | 2000–2014 | 114  | 21    |
| 5  | Боббі Мур       | 1962–1973 | 108  | 2     |
| 6  | Ешлі Коул       | 2001–2014 | 107  | 0     |
| 7  | Боббі Чарлтон   | 1958–1970 | 106  | 49    |
| 7  | Френк Лемпард   | 1999—2014 | 106  | 29    |
| 9  | Біллі Райт      | 1946—1959 | 105  | 3     |
| 10 | Браян Робсон    | 1980–1991 | 90   | 26    |

На 20 грудня 2022 року

### Бомбардири
| #  | Гравець        | Період    | Голів | Ігор | За гру |
| -- | -------------- | --------- | ----- | ---- | ------ |
| 1  | Гаррі Кейн     | 2015–     | 58    | 84   | 0.69   |
| 1  | Вейн Руні      | 2003–2018 | 53    | 120  | 0.44   |
| 3  | Боббі Чарлтон  | 1958–1970 | 49    | 106  | 0.46   |
| 4  | Гарі Лінекер   | 1984–1992 | 48    | 80   | 0.6    |
| 5  | Джиммі Грівз   | 1959–1967 | 44    | 57   | 0.77   |
| 6  | Майкл Оуен     | 1998–2008 | 40    | 89   | 0.45   |
| 7  | Нет Лофтгаус   | 1950–1958 | 30    | 33   | 0.91   |
| 7  | Алан Ширер     | 1992–2000 | 30    | 63   | 0.48   |
| 7  | Том Фінні      | 1946–1958 | 30    | 76   | 0.39   |
| 10 | Вів'єн Вудворд | 1903–1911 | 29    | 23   | 1.26   |
| 10 | Френк Лемпард  | 1999–2014 | 29    | 106  | 0.27   |

На 20 грудня 2022

## Тренери

### Поточний штаб

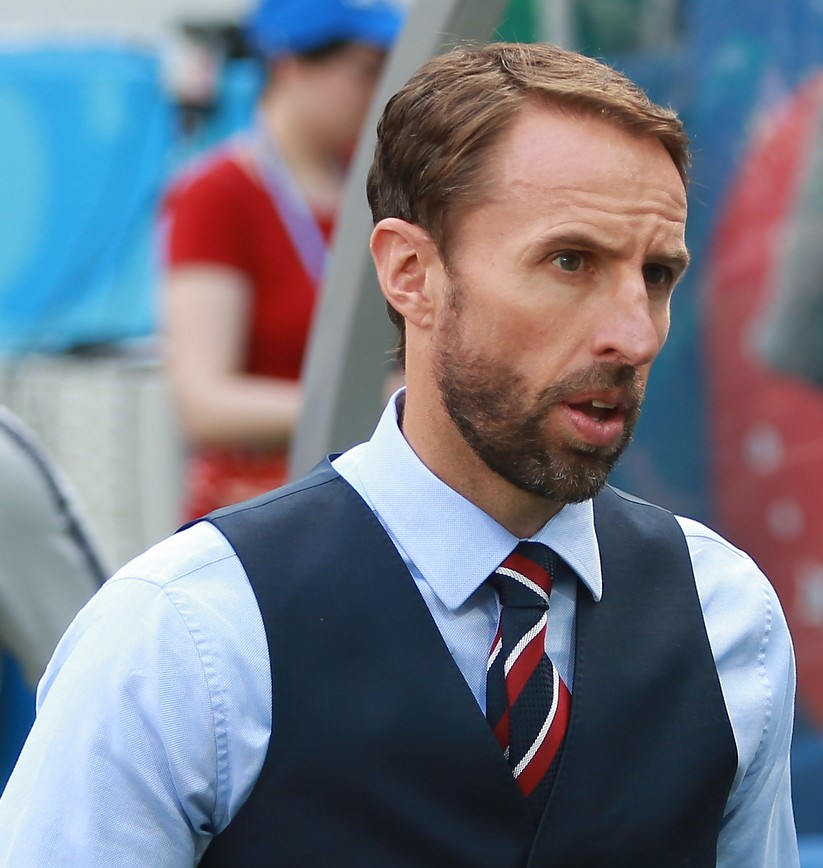
Гарет Саутгейт — колишній тренер збірної Англії

| Головний Тренер            | Гарет Саутгейт   |
| Асистент головного тренера | Стів Голланд     |
| Тренер воротарів           | Мартін Маргетсон |
| Тренер                     | Кріс Павелл      |
| Тренер                     | Пол Невін        |

### Всі тренери
У таблиці наведено повний список тренерів збірної Англії. В досягненнях подано їх результати в Кубку світу і чемпіонаті Європи.
Статистику відкориговано станом на 20 грудня 2022 року
| Тренер                   | Період    | І   | В  | Н  | П  | В% | Досягнення |
| ------------------------ | --------- | --- | -- | -- | -- | --- | --- |
| Волтер Вінтерботтом      | 1946—1962 | 139 | 78 | 33 | 28 | 56,1 | ЧС-1950 — груповий раунд ЧС-1954 — чвертьфінал ЧС-1958 — груповий раунд ЧС-1962 — чвертьфінал                                                |
| Альф Ремзі               | 1963—1974 | 113 | 69 | 27 | 17 | 61,1 | Євро-1964 — кваліфікація ЧС-1966 — чемпіонство Євро-1968 — третє місце ЧС-1970 — чвертьфінал Євро-1972 — кваліфікація ЧС-1974 — кваліфікація |
| Джо Мерсер (в. о.)       | 1974      | 7   | 3  | 3  | 1  | 42,9 | — |
| Дон Реві                 | 1974—1977 | 29  | 14 | 8  | 7  | 48,3 | Євро-1976 — кваліфікація |
| Рон Грінвуд              | 1977—1982 | 55  | 33 | 12 | 10 | 60,0 | ЧС-1978 — кваліфікація Євро-1980 — груповий раунд ЧС-1982 — другий раунд                                                                     |
| Боббі Робсон             | 1982—1990 | 95  | 47 | 30 | 18 | 49,5 | Євро-1984 — кваліфікація ЧС-1986 — чвертьфінал Євро-1988 — груповий раунд ЧС-1990 — четверте місце                                           |
| Грем Тейлор              | 1990—1993 | 38  | 18 | 13 | 7  | 47,4 | Євро-1992 — груповий раунд ЧС-1994 — кваліфікація                                                                                            |
| Террі Венейблз           | 1994—1996 | 23  | 11 | 11 | 1  | 47,8 | Євро-1996 — півфінал |
| Гленн Годдл              | 1996—1999 | 28  | 17 | 6  | 5  | 60,7 | ЧС-1998 — 1/8 фіналу |
| Говард Вілкінсон (в. о.) | 1999      | 1   | 0  | 0  | 1  | 00.0 | — |
| Кевін Кіган              | 1999—2000 | 18  | 7  | 7  | 4  | 38,9 | Євро-2000 — груповий раунд |
| Говард Вілкінсон (в. о.) | 2000      | 1   | 0  | 1  | 0  | 00.0 | |
| Пітер Тейлор (в. о.)     | 2000      | 1   | 0  | 0  | 1  | 00.0 | — |
| Свен-Йоран Ерікссон      | 2001—2006 | 67  | 40 | 17 | 10 | 59,7 | ЧС-2002 — чвертьфінал Євро-2004 — чвертьфінал ЧС-2006 — чвертьфінал                                                                          |
| Стів Макларен            | 2006—2007 | 18  | 9  | 4  | 5  | 50,0 | Євро-2008 — кваліфікація |
| Фабіо Капелло            | 2008—2012 | 42  | 28 | 8  | 6  | 66,7 | ЧС-2010 — 1/8 фіналу |
| Стюарт Пірс (в. о.)      | 2012      | 1   | 0  | 0  | 1  | 00.0 | — |
| Рой Годжсон              | 2012—2016 | 56  | 33 | 15 | 8  | 58,9 | Євро-2012 — чвертьфінал ЧС-2014 — груповий раунд Євро-2016 — 1/8 фіналу                                                                      |
| Сем Еллардайс            | 2016      | 1   | 1  | 0  | 0  | 100,00 | — |
| Гарет Саутгейт           |           | 102 | 64 | 20 | 18 | 62,7 ЧС-2018 — 4-е місце Ліга націй УЄФА 2018-19 — 3-є місце Євро-2020 — 2-е місце ЧС-2022 — чвертьфінал Євро-2024 — 2-е місце | |
| Лі Карслі (в. о.)        |           | 6   | 5  | 0  | 1  | 83,3 — | |
| Томас Тухель             |           | 2   | 2  | 0  | 0  | 100,00 — | |

## Статистика
Господарі       Переможці       Фіналісти       Третє місце       Четверте місце  

### Чемпіонат світу
| 1930   | Не брала участі       | Не брала участі    | Не брала участі    | Не брала участі    | Не брала участі    | Не брала участі    | Не брала участі    | Не брала участі    | Не брала участі | Не брала участі | Не брала участі | Не брала участі | Не брала участі | Не брала участі | Не мали посади тренера                           |
| 1934   | Не брала участі       | Не брала участі    | Не брала участі    | Не брала участі    | Не брала участі    | Не брала участі    | Не брала участі    | Не брала участі    | Не брала участі | Не брала участі | Не брала участі | Не брала участі | Не брала участі | Не брала участі | Не мали посади тренера                           |
| 1938   | Не брала участі       | Не брала участі    | Не брала участі    | Не брала участі    | Не брала участі    | Не брала участі    | Не брала участі    | Не брала участі    | Не брала участі | Не брала участі | Не брала участі | Не брала участі | Не брала участі | Не брала участі | Не мали посади тренера                           |
| 1950   | Перший груповий раунд | 8                  | 3                  | 1                  | 0                  | 2                  | 2                  | 2                  | 3               | 3               | 0               | 0               | 14              | 3               | Волтер Вінтерботтом                              |
| 1954   | Чвертьфінал           | 6                  | 3                  | 1                  | 1                  | 1                  | 8                  | 8                  | 3               | 3               | 0               | 0               | 11              | 4               | Волтер Вінтерботтом                              |
| 1958   | Груповий раунд        | 11                 | 4                  | 0                  | 3                  | 1                  | 4                  | 5                  | 4               | 3               | 1               | 0               | 15              | 5               | Волтер Вінтерботтом                              |
| 1962   | Чвертьфінал           | 8                  | 4                  | 1                  | 1                  | 2                  | 5                  | 6                  | 4               | 3               | 1               | 0               | 16              | 2               | Волтер Вінтерботтом                              |
| 1966   | Чемпіони              | 1                  | 6                  | 5                  | 1                  | 0                  | 11                 | 3                  | Господарі       | Господарі       | Господарі       | Господарі       | Господарі       | Господарі       | Альф Ремзі                                       |
| 1970   | Чвертьфінал           | 8                  | 4                  | 2                  | 0                  | 2                  | 4                  | 4                  | Чемпіони        | Чемпіони        | Чемпіони        | Чемпіони        | Чемпіони        | Чемпіони        | Альф Ремзі                                       |
| 1974   | Не кваліфікувалась    | Не кваліфікувалась | Не кваліфікувалась | Не кваліфікувалась | Не кваліфікувалась | Не кваліфікувалась | Не кваліфікувалась | Не кваліфікувалась | 4               | 1               | 2               | 1               | 3               | 4               | Альф Ремзі                                       |
| 1978   | Не кваліфікувалась    | Не кваліфікувалась | Не кваліфікувалась | Не кваліфікувалась | Не кваліфікувалась | Не кваліфікувалась | Не кваліфікувалась | Не кваліфікувалась | 6               | 5               | 0               | 1               | 15              | 4               | Дон Реві                                         |
| 1982   | Другий груповий раунд | 6                  | 5                  | 3                  | 2                  | 0                  | 6                  | 1                  | 8               | 4               | 1               | 3               | 13              | 8               | Рон Грінвуд                                      |
| 1986   | Чвертьфінал           | 8                  | 5                  | 2                  | 1                  | 2                  | 7                  | 3                  | 8               | 4               | 4               | 0               | 21              | 2               | Боббі Робсон                                     |
| 1990   | 4 місце               | 4                  | 7                  | 3                  | 3                  | 1                  | 8                  | 6                  | 6               | 3               | 3               | 0               | 10              | 2               | Боббі Робсон                                     |
| 1994   | Не кваліфікувалась    | Не кваліфікувалась | Не кваліфікувалась | Не кваліфікувалась | Не кваліфікувалась | Не кваліфікувалась | Не кваліфікувалась | Не кваліфікувалась | 10              | 5               | 3               | 2               | 26              | 9               | Грем Тейлор                                      |
| 1998   | 1/8 фіналу            | 9                  | 4                  | 2                  | 1                  | 1                  | 7                  | 4                  | 8               | 6               | 1               | 1               | 15              | 2               | Гленн Годдл                                      |
| 2002   | Чвертьфінал           | 6                  | 5                  | 2                  | 2                  | 1                  | 6                  | 3                  | 8               | 5               | 2               | 1               | 16              | 6               | Кевін Кіган Говард Вілкінсон Свен-Йоран Ерікссон |
| 2006   | Чвертьфінал           | 7                  | 5                  | 3                  | 2                  | 0                  | 6                  | 2                  | 10              | 8               | 1               | 1               | 17              | 5               | Кевін Кіган Говард Вілкінсон Свен-Йоран Ерікссон |
| 2010   | 1/8 фіналу            | 13                 | 4                  | 1                  | 2                  | 1                  | 3                  | 5                  | 10              | 9               | 0               | 1               | 34              | 6               | Фабіо Капелло                                    |
| 2014   | Груповий етап         | 26                 | 3                  | 0                  | 1                  | 2                  | 2                  | 4                  | 10              | 6               | 4               | 0               | 31              | 4               | Рой Годжсон                                      |
| 2018   | 4 місце               | 4                  | 7                  | 3                  | 1                  | 3                  | 12                 | 8                  | 10              | 8               | 2               | 0               | 18              | 3               | Сем Еллардайс Гарет Саутгейт                     |
| 2022   | Чвертьфінал           |                    | 5                  | 3                  | 1                  | 1                  | 13                 | 4                  | 10              | 8               | 2               | 0               | 39              | 3               | Гарет Саутгейт                                   |
| Всього | 1 перемога            | 16/22              | 74                 | 32                 | 22                 | 20                 | 104                | 68                 | 122             | 84              | 27              | 11              | 314             | 70              |                                                  |

*Нічиї включають матчі, що завершились післяматчевими пенальті.
**Золоте тло означає перемогу збірної на турнірі.
***Червона рамка означає що збірна є господарем турніру.
****Англія зіграла всі свої матчі в Японії.

### Чемпіонат Європи
| 1960   | Не брали участі     | Не брали участі    | Не брали участі    | Не брали участі    | Не брали участі    | Не брали участі    | Не брали участі    | Не брали участі    | Не брали участі | Не брали участі | Не брали участі | Не брали участі | Не брали участі | Не брали участі | Волтер Вінтерботтом            |
| 1964   | Не кваліфікувались  | Не кваліфікувались | Не кваліфікувались | Не кваліфікувались | Не кваліфікувались | Не кваліфікувались | Не кваліфікувались | Не кваліфікувались | 2               | 0               | 1               | 1               | 3               | 6               | Волтер Вінтерботтом Альф Ремзі |
| 1968   | Півфінал            | 3                  | 2                  | 1                  | 0                  | 1                  | 2                  | 1                  | 6               | 4               | 1               | 1               | 15              | 5               | Альф Ремзі                     |
| 1972   | Не кваліфікувалась  | Не кваліфікувалась | Не кваліфікувалась | Не кваліфікувалась | Не кваліфікувалась | Не кваліфікувалась | Не кваліфікувалась | Не кваліфікувалась | 8               | 5               | 2               | 1               | 16              | 6               | Альф Ремзі                     |
| 1976   | Не кваліфікувалась  | Не кваліфікувалась | Не кваліфікувалась | Не кваліфікувалась | Не кваліфікувалась | Не кваліфікувалась | Не кваліфікувалась | Не кваліфікувалась | 6               | 3               | 2               | 1               | 11              | 3               | Дон Реві                       |
| 1980   | Груповий раунд      | 5                  | 3                  | 1                  | 1                  | 1                  | 3                  | 3                  | 8               | 7               | 1               | 0               | 22              | 5               | Рон Грінвуд                    |
| 1984   | Не кваліфікувалась  | Не кваліфікувалась | Не кваліфікувалась | Не кваліфікувалась | Не кваліфікувалась | Не кваліфікувалась | Не кваліфікувалась | Не кваліфікувалась | 8               | 5               | 2               | 1               | 23              | 3               | Боббі Робсон                   |
| 1988   | Груповий раунд      | 8                  | 3                  | 0                  | 0                  | 3                  | 2                  | 7                  | 6               | 5               | 1               | 0               | 19              | 1               | Боббі Робсон                   |
| 1992   | Груповий раунд      | 7                  | 3                  | 0                  | 2                  | 1                  | 1                  | 2                  | 6               | 3               | 3               | 0               | 7               | 3               | Грем Тейлор                    |
| 1996   | Півфінал            | 3                  | 5                  | 2                  | 3                  | 0                  | 8                  | 3                  | Господарі       | Господарі       | Господарі       | Господарі       | Господарі       | Господарі       | Террі Венейблз                 |
| 2000   | Груповий раунд      | 11                 | 3                  | 1                  | 0                  | 2                  | 5                  | 6                  | 10              | 4               | 4               | 2               | 16              | 5               | Гленн Годдл Кевін Кіган        |
| 2004   | Чвертьфінал         | 5                  | 4                  | 2                  | 1                  | 1                  | 10                 | 6                  | 8               | 6               | 2               | 0               | 14              | 5               | Свен-Йоран Ерікссон            |
| 2008   | Не кваліфікувалися  | Не кваліфікувалися | Не кваліфікувалися | Не кваліфікувалися | Не кваліфікувалися | Не кваліфікувалися | Не кваліфікувалися | Не кваліфікувалися | 12              | 7               | 2               | 3               | 24              | 7               | Стів Макларен                  |
| 2012   | Чвертьфінал         | Чвертьфінал        | Чвертьфінал        | Чвертьфінал        | Чвертьфінал        | Чвертьфінал        | Чвертьфінал        | Чвертьфінал        | 8               | 5               | 3               | 0               | 17              | 5               | Фабіо Капелло / Рой Годжсон    |
| 2016   | 1/8 фіналу          | 16                 | 4                  | 1                  | 2                  | 1                  | 4                  | 4                  | 10              | 10              | 0               | 0               | 31              | 3               | Рой Годжсон                    |
| 2020   | Фіналісти           | 2                  | 7                  | 5                  | 2                  | 0                  | 11                 | 2                  | 8               | 7               | 0               | 1               | 37              | 6               | Гарет Саутгейт                 |
| 2024   | Фіналісти           | 2                  | 7                  | 3                  | 3                  | 1                  | 8                  | 6                  | 8               | 6               | 2               | 0               | 22              | 4               | Гарет Саутгейт                 |
| Всього | Найкраще: фіналісти | 11/17              | 45                 | 18                 | 16                 | 11                 | 59                 | 43                 | 116             | 79              | 26              | 11              | 270             | 68              |                                |

*Нічиї включають матчі, що завершились післяматчевими пенальті.

### Ліга націй УЄФА
| Ліга націй УЄФА | Ліга націй УЄФА | Ліга націй УЄФА | Ліга націй УЄФА | Ліга націй УЄФА | Ліга націй УЄФА | Ліга націй УЄФА | Ліга націй УЄФА | Ліга націй УЄФА | Ліга націй УЄФА | Ліга націй УЄФА |
| Рік             | Ліга            | Група           | І               | В               | Н               | П               | М+              | М-              | П/П             | Рей             |
| --------------- | --------------- | --------------- | --------------- | --------------- | --------------- | --------------- | --------------- | --------------- | --------------- | --------------- |
| 2018—19         | A               | 4               | 6               | 2               | 2               | 2               | 7               | 8               | ▬               | 3-є             |
| 2020—21         | A               | 2               | 6               | 3               | 1               | 2               | 7               | 4               | ▬               | 9-е             |
| 2022—23         | A               | 3               | 6               | 0               | 3               | 3               | 4               | 10              |                 | 15-е            |
| 2024—25         | B               | 2               | 6               | 5               | 0               | 1               | 16              | 3               | ▲               | 17-е            |
| Усього          | Усього          | Усього          | 24              | 10              | 6               | 8               | 34              | 25              |                 |                 |

### Другорядні турніри
| Турнір                                                            | Рік  | Раунд          | Місце     | І  | В  | Н * | П  | ГЗ | ГП |
| ----------------------------------------------------------------- | ---- | -------------- | --------- | -- | -- | --- | -- | -- | -- |
| Кубок націй (порт. Taça de Nações)                                | 1964 | Груповий раунд | 3         | 3  | 0  | 1   | 2  | 2  | 7  |
| Кубок двохсотріччя США (англ. U.S.A. Bicentennial Cup Tournament) | 1976 | Груповий раунд | 2         | 3  | 2  | 0   | 1  | 6  | 4  |
| Кубок Роуза (англ. Rous Cup)                                      | 1985 | Фінал          | 2         | 1  | 0  | 0   | 1  | 0  | 1  |
| Кубок Сьюдад де Мехіко ісп. Ciudad de México Cup Tournament       | 1985 | Груповий раунд | 3         | 2  | 0  | 0   | 2  | 1  | 3  |
| Кубок Ацтека 2000 (ісп. Azteca 2000 Tournament)                   | 1985 | Груповий раунд | 2         | 2  | 1  | 0   | 1  | 3  | 1  |
| Кубок Роуза (англ. Rous Cup)                                      | 1986 | Переможець     | 1         | 1  | 1  | 0   | 0  | 2  | 1  |
| Кубок Роуза (англ. Rous Cup)                                      | 1987 | Груповий раунд | 2         | 2  | 0  | 2   | 0  | 1  | 1  |
| Кубок Роуза (англ. Rous Cup)                                      | 1988 | Переможець     | 1         | 2  | 1  | 1   | 0  | 2  | 1  |
| Кубок Роуза (англ. Rous Cup)                                      | 1989 | Переможець     | 1         | 2  | 1  | 1   | 0  | 2  | 0  |
| Англійський кубок виклику (англ. England Challenge Cup)           | 1991 | Переможець     | 1         | 2  | 1  | 1   | 0  | 5  | 3  |
| Кубок США (англ. U.S. Cup)                                        | 1993 | Груповий раунд | 4         | 3  | 0  | 1   | 2  | 2  | 5  |
| Кубок Umbro (англ. Umbro Cup)                                     | 1995 | Груповий раунд | 2         | 3  | 1  | 1   | 1  | 6  | 7  |
| Французький турнір (фр. Tournoi de France)                        | 1997 | Переможець     | 1         | 3  | 2  | 0   | 1  | 3  | 1  |
| Кубок Хасана II (англ. Hassan II Trophy)                          | 1998 | Груповий раунд | 2         | 2  | 1  | 1   | 0  | 1  | 0  |
| Літній турнір ФА (англ. FA Summer Tournament)                     | 2004 | Переможець     | 1         | 2  | 1  | 1   | 0  | 7  | 2  |
| Всього                                                            |      |                | 6 перемог | 55 | 25 | 17  | 13 | 74 | 47 |

*Нічиї включають матчі, що завершились післяматчевими пенальті.

### Усі ігри
У таблиці подана статистика усіх офіційних зустрічей збірної Англії станом на 31 березня 2021.
| Змагання                            | І    | В   | Н   | П   | ГЗ   | ГП  | РГ    |
| ----------------------------------- | ---- | --- | --- | --- | ---- | --- | ----- |
| Чемпіонат світу                     | 69   | 29  | 21  | 19  | 91   | 64  | +27   |
| Кваліфікація чемпіонату світу       | 115  | 79  | 25  | 11  | 284  | 68  | +216  |
| Чемпіонат Європи                    | 31   | 10  | 11  | 10  | 40   | 35  | +5    |
| Кваліфікація чемпіонату Європи      | 108  | 73  | 24  | 11  | 258  | 54  | +194  |
| Ліга націй УЄФА                     | 12   | 5   | 3   | 4   | 14   | 12  | +2    |
| Домашній чемпіонат Великої Британії | 254  | 151 | 55  | 48  | 621  | 270 | +351  |
| Товариські ігри                     | 392  | 220 | 92  | 78  | 873  | 441 | +432  |
| Другорядні турніри                  | 31   | 10  | 10  | 12  | 38   | 38  | 0     |
| Загалом                             | 1012 | 578 | 241 | 191 | 2221 | 989 | +1232 |

| Місце      | І    | В   | Н   | П   | ГЗ   | ГП  | РГ    |
| ---------- | ---- | --- | --- | --- | ---- | --- | ----- |
| Вдома      | 450  | 291 | 97  | 62  | 1092 | 395 | +697  |
| На виїзді  | 455  | 246 | 111 | 96  | 982  | 482 | +500  |
| Нейтральне | 107  | 41  | 33  | 33  | 147  | 112 | +35   |
| Загалом    | 1012 | 578 | 241 | 191 | 2221 | 989 | +1232 |

### Зустрічі з іншими збірними
У таблиці подана статистика усіх офіційних зустрічей збірної Англії станом на 31 березня 2021 року.
| \| Суперник \| І \| В \| Н * \| П \| ГЗ \| ГП \| РМ \| % \| \| -------------------- \| ---- \| --- \| --- \| --- \| ---- \| --- \| ----- \| ----- \| \| Австралія \| 7 \| 4 \| 2 \| 1 \| 8 \| 6 \| +2 \| 57 % \| \| Австрія \| 18 \| 10 \| 4 \| 4 \| 58 \| 27 \| +31 \| 56 % \| \| Азербайджан \| 2 \| 2 \| 0 \| 0 \| 3 \| 0 \| +3 \| 100 % \| \| Албанія \| 5 \| 4 \| 0 \| 0 \| 14 \| 1 \| +13 \| 100 % \| \| Алжир \| 1 \| 0 \| 1 \| 0 \| 0 \| 0 \| 0 \| 0 % \| \| Андорра \| 4 \| 4 \| 0 \| 0 \| 16 \| 0 \| +16 \| 100 % \| \| Аргентина \| 14 \| 6 \| 5 \| 2 \| 21 \| 15 \| +6 \| 43 % \| \| Бельгія \| 25 \| 16 \| 5 \| 4 \| 72 \| 31 \| +41 \| 64 % \| \| Білорусь \| 2 \| 2 \| 0 \| 0 \| 6 \| 1 \| +5 \| 100 % \| \| Богемія \| 1 \| 1 \| 0 \| 0 \| 4 \| 0 \| +4 \| 100 % \| \| Болгарія \| 12 \| 8 \| 4 \| 0 \| 26 \| 2 \| +24 \| 67 \| \| Бразилія \| 26 \| 4 \| 11 \| 11 \| 23 \| 34 \| −11 \| 15 % \| \| Гана \| 1 \| 0 \| 1 \| 0 \| 1 \| 1 \| 0 \| 0 % \| \| Гондурас \| 1 \| 0 \| 1 \| 0 \| 0 \| 0 \| 0 \| 0 % \| \| Греція \| 9 \| 7 \| 2 \| 0 \| 23 \| 3 \| +20 \| 78 % \| \| Грузія \| 2 \| 2 \| 0 \| 0 \| 4 \| 0 \| +4 \| 100 % \| \| Данія \| 21 \| 12 \| 5 \| 4 \| 36 \| 20 \| +16 \| 57 % \| \| Еквадор \| 3 \| 2 \| 1 \| 0 \| 5 \| 2 \| +3 \| 67 % \| \| Естонія \| 4 \| 4 \| 0 \| 0 \| 9 \| 0 \| +9 \| 100 % \| \| Єгипет \| 3 \| 3 \| 0 \| 0 \| 8 \| 1 \| +7 \| 100 % \| \| Ізраїль \| 4 \| 2 \| 2 \| 0 \| 5 \| 1 \| +4 \| 50 % \| \| Ірландія \| 57 \| 46 \| 8 \| 3 \| 230 \| 49 \| +181 \| 81 % \| \| Ірландія \| 17 \| 6 \| 8 \| 2 \| 23 \| 14 \| +9 \| 35 % \| \| Ісландія \| 5 \| 3 \| 1 \| 1 \| 13 \| 4 \| +9 \| 60 % \| \| Іспанія \| 27 \| 13 \| 4 \| 10 \| 45 \| 32 \| +13 \| 48 % \| \| Італія \| 27 \| 8 \| 9 \| 10 \| 33 \| 31 \| +2 \| 30 % \| \| Казахстан \| 2 \| 2 \| 0 \| 0 \| 9 \| 1 \| +8 \| 100 % \| \| Камерун \| 4 \| 3 \| 1 \| 0 \| 9 \| 4 \| +5 \| 75 % \| \| Канада \| 1 \| 1 \| 0 \| 0 \| 1 \| 0 \| +1 \| 100 % \| \| Кіпр \| 2 \| 2 \| 0 \| 0 \| 6 \| 0 \| +6 \| 100 % \| \| КНР \| 1 \| 1 \| 0 \| 0 \| 3 \| 0 \| +3 \| 100 % \| \| Колумбія \| 6 \| 3 \| 3 \| 0 \| 11 \| 4 \| +7 \| 50 % \| \| Косово \| 2 \| 2 \| 0 \| 0 \| 9 \| 3 \| +6 \| 100 % \| \| Коста-Рика \| 2 \| 1 \| 1 \| 0 \| 2 \| 0 \| +2 \| 50 % \| \| Кувейт \| 1 \| 1 \| 0 \| 0 \| 1 \| 0 \| +1 \| 100 % \| \| Литва \| 4 \| 4 \| 0 \| 0 \| 10 \| 0 \| +10 \| 100 % \| \| Ліхтенштейн \| 2 \| 2 \| 0 \| 0 \| 4 \| 0 \| +4 \| 100 % \| \| Люксембург \| 9 \| 9 \| 0 \| 0 \| 47 \| 3 \| +44 \| 100 % \| \| Малайзія \| 1 \| 1 \| 0 \| 0 \| 4 \| 2 \| +2 \| 100 % \| \| Мальта \| 5 \| 5 \| 0 \| 0 \| 14 \| 1 \| +13 \| 100 % \| \| Марокко \| 2 \| 1 \| 1 \| 0 \| 1 \| 0 \| +1 \| 50 % \| \| Мексика \| 9 \| 6 \| 1 \| 2 \| 23 \| 4 \| +19 \| 67 % \| \| Молдова \| 4 \| 4 \| 0 \| 0 \| 16 \| 0 \| +16 \| 100 % \| \| НДР \| 4 \| 3 \| 1 \| 0 \| 7 \| 3 \| +4 \| 75 % \| \| Нігерія \| 3 \| 2 \| 1 \| 0 \| 3 \| 1 \| +2 \| 67 % \| \| Нідерланди \| 22 \| 6 \| 9 \| 7 \| 31 \| 29 \| +2 \| 27 % \| \| Німеччина \| 16 \| 7 \| 2 \| 7 \| 30 \| 23 \| +7 \| 44 % \| \| Нова Зеландія \| 2 \| 2 \| 0 \| 0 \| 3 \| 0 \| +3 \| 100 % \| \| Норвегія \| 12 \| 7 \| 3 \| 2 \| 28 \| 7 \| +21 \| 58 % \| \| Панама \| 1 \| 1 \| 0 \| 0 \| 6 \| 1 \| +7 \| 100 % \| \| ПАР \| 2 \| 2 \| 0 \| 0 \| 4 \| 2 \| +2 \| 100 % \| \| Парагвай \| 3 \| 3 \| 0 \| 0 \| 8 \| 0 \| +8 \| 100 % \| \| Перу \| 3 \| 2 \| 0 \| 1 \| 8 \| 4 \| +4 \| 67 % \| \| Південна Корея \| 1 \| 0 \| 1 \| 0 \| 1 \| 1 \| 0 \| 0 % \| \| Північна Ірландія \| 41 \| 29 \| 8 \| 4 \| 93 \| 32 \| +61 \| 71 % \| \| Північна Македонія \| 4 \| 2 \| 2 \| 0 \| 5 \| 3 \| +2 \| 50 % \| \| Польща \| 20 \| 12 \| 7 \| 1 \| 32 \| 12 \| +20 \| 60 % \| \| Португалія \| 23 \| 10 \| 10 \| 3 \| 46 \| 25 \| +21 \| 43 % \| \| Росія \| 3 \| 1 \| 1 \| 1 \| 5 \| 3 \| +2 \| 33 % \| \| Румунія \| 11 \| 2 \| 6 \| 3 \| 10 \| 10 \| 0 \| 18 % \| \| Сан-Марино \| 7 \| 7 \| 0 \| 0 \| 42 \| 1 \| +41 \| 100 % \| \| Саудівська Аравія \| 2 \| 0 \| 2 \| 0 \| 1 \| 1 \| 0 \| 0 % \| \| Сербія та Чорногорія \| 1 \| 1 \| 0 \| 0 \| 2 \| 1 \| +1 \| 100 % \| \| Словаччина \| 6 \| 5 \| 1 \| 0 \| 11 \| 3 \| +8 \| 83 % \| \| Словенія \| 6 \| 5 \| 1 \| 0 \| 10 \| 4 \| +6 \| 83 % \| \| СНД \| 1 \| 0 \| 1 \| 0 \| 2 \| 2 \| 0 \| 0 % \| \| СРСР \| 11 \| 5 \| 3 \| 3 \| 19 \| 13 \| +6 \| 45 % \| \| США \| 11 \| 8 \| 1 \| 2 \| 39 \| 9 \| +30 \| 73 % \| \| Тринідад і Тобаго \| 2 \| 2 \| 0 \| 0 \| 5 \| 0 \| +5 \| 100 % \| \| Туніс \| 3 \| 2 \| 1 \| 0 \| 5 \| 2 \| +3 \| 67 % \| \| Туреччина \| 11 \| 9 \| 2 \| 0 \| 33 \| 1 \| +32 \| 82 % \| \| Угорщина \| 22 \| 15 \| 2 \| 5 \| 56 \| 30 \| +26 \| 68 % \| \| Уельс \| 103 \| 68 \| 21 \| 14 \| 250 \| 91 \| +159 \| 66 % \| \| УЄФА \| 2 \| 1 \| 1 \| 0 \| 7 \| 4 \| +3 \| 50 % \| \| Україна \| 7 \| 4 \| 2 \| 1 \| 9 \| 3 \| +6 \| 57 % \| \| Уругвай \| 11 \| 3 \| 3 \| 5 \| 11 \| 15 \| -4 \| 27 % \| \| Фінляндія \| 11 \| 9 \| 2 \| 0 \| 36 \| 7 \| +29 \| 82 % \| \| ФІФА \| 1 \| 1 \| 0 \| 0 \| 2 \| 1 \| +1 \| 100 % \| \| Франція \| 31 \| 17 \| 5 \| 9 \| 71 \| 39 \| +32 \| 55 % \| \| ФРН \| 16 \| 6 \| 4 \| 6 \| 21 \| 19 \| +2 \| 38 % \| \| Хорватія \| 10 \| 5 \| 2 \| 3 \| 21 \| 13 \| +8 \| 50 % \| \| Чехія \| 4 \| 2 \| 1 \| 1 \| 10 \| 4 \| +6 \| 59 % \| \| Чехословаччина \| 12 \| 7 \| 3 \| 2 \| 25 \| 15 \| +10 \| 58 % \| \| Чилі \| 6 \| 2 \| 2 \| 2 \| 4 \| 5 \| -1 \| 33 % \| \| Чорногорія \| 6 \| 3 \| 3 \| 0 \| 19 \| 5 \| +14 \| 50 % \| \| Швейцарія \| 26 \| 17 \| 6 \| 3 \| 57 \| 19 \| +38 \| 65 % \| \| Швеція \| 25 \| 9 \| 9 \| 7 \| 40 \| 32 \| +8 \| 36 % \| \| Шотландія \| 114 \| 48 \| 25 \| 41 \| 203 \| 174 \| +29 \| 42 % \| \| Югославія \| 14 \| 5 \| 5 \| 4 \| 23 \| 20 \| +3 \| 36 % \| \| Ямайка \| 1 \| 1 \| 0 \| 0 \| 6 \| 0 \| +6 \| 100 % \| \| Японія \| 3 \| 2 \| 1 \| 0 \| 5 \| 3 \| +2 \| 67 % \| \| Загалом \| 1012 \| 578 \| 241 \| 191 \| 2221 \| 989 \| +1232 \| 57 % \| *Нічиї включають матчі, що завершились післяматчевими пенальті. |      |     |     |     |      |     |       |       |

Мапа ігор з іншими збірними:
Від 1 до 5 матчів
Від 5 до 10 матчів
Від 10 до 20 матчів
Від 20 до 35 матчів
Від 35 до 50 матчів
Від 50 до 100 матчів
Понад 100 матчів

| Суперник | І    | В   | Н * | П   | ГЗ   | ГП  | РМ    | %     |
| Австралія | 7    | 4   | 2   | 1   | 8    | 6   | +2    | 57 %  |
| Австрія | 18   | 10  | 4   | 4   | 58   | 27  | +31   | 56 %  |
| Азербайджан | 2    | 2   | 0   | 0   | 3    | 0   | +3    | 100 % |
| Албанія | 5    | 4   | 0   | 0   | 14   | 1   | +13   | 100 % |
| Алжир | 1    | 0   | 1   | 0   | 0    | 0   | 0     | 0 %   |
| Андорра | 4    | 4   | 0   | 0   | 16   | 0   | +16   | 100 % |
| Аргентина | 14   | 6   | 5   | 2   | 21   | 15  | +6    | 43 %  |
| Бельгія | 25   | 16  | 5   | 4   | 72   | 31  | +41   | 64 %  |
| Білорусь | 2    | 2   | 0   | 0   | 6    | 1   | +5    | 100 % |
| Богемія | 1    | 1   | 0   | 0   | 4    | 0   | +4    | 100 % |
| Болгарія | 12   | 8   | 4   | 0   | 26   | 2   | +24   | 67    |
| Бразилія | 26   | 4   | 11  | 11  | 23   | 34  | −11   | 15 %  |
| Гана | 1    | 0   | 1   | 0   | 1    | 1   | 0     | 0 %   |
| Гондурас | 1    | 0   | 1   | 0   | 0    | 0   | 0     | 0 %   |
| Греція | 9    | 7   | 2   | 0   | 23   | 3   | +20   | 78 %  |
| Грузія | 2    | 2   | 0   | 0   | 4    | 0   | +4    | 100 % |
| Данія | 21   | 12  | 5   | 4   | 36   | 20  | +16   | 57 %  |
| Еквадор | 3    | 2   | 1   | 0   | 5    | 2   | +3    | 67 %  |
| Естонія | 4    | 4   | 0   | 0   | 9    | 0   | +9    | 100 % |
| Єгипет | 3    | 3   | 0   | 0   | 8    | 1   | +7    | 100 % |
| Ізраїль | 4    | 2   | 2   | 0   | 5    | 1   | +4    | 50 %  |
| Ірландія | 57   | 46  | 8   | 3   | 230  | 49  | +181  | 81 %  |
| Ірландія | 17   | 6   | 8   | 2   | 23   | 14  | +9    | 35 %  |
| Ісландія | 5    | 3   | 1   | 1   | 13   | 4   | +9    | 60 %  |
| Іспанія | 27   | 13  | 4   | 10  | 45   | 32  | +13   | 48 %  |
| Італія | 27   | 8   | 9   | 10  | 33   | 31  | +2    | 30 %  |
| Казахстан | 2    | 2   | 0   | 0   | 9    | 1   | +8    | 100 % |
| Камерун | 4    | 3   | 1   | 0   | 9    | 4   | +5    | 75 %  |
| Канада | 1    | 1   | 0   | 0   | 1    | 0   | +1    | 100 % |
| Кіпр | 2    | 2   | 0   | 0   | 6    | 0   | +6    | 100 % |
| КНР | 1    | 1   | 0   | 0   | 3    | 0   | +3    | 100 % |
| Колумбія | 6    | 3   | 3   | 0   | 11   | 4   | +7    | 50 %  |
| Косово | 2    | 2   | 0   | 0   | 9    | 3   | +6    | 100 % |
| Коста-Рика | 2    | 1   | 1   | 0   | 2    | 0   | +2    | 50 %  |
| Кувейт | 1    | 1   | 0   | 0   | 1    | 0   | +1    | 100 % |
| Литва | 4    | 4   | 0   | 0   | 10   | 0   | +10   | 100 % |
| Ліхтенштейн | 2    | 2   | 0   | 0   | 4    | 0   | +4    | 100 % |
| Люксембург | 9    | 9   | 0   | 0   | 47   | 3   | +44   | 100 % |
| Малайзія | 1    | 1   | 0   | 0   | 4    | 2   | +2    | 100 % |
| Мальта | 5    | 5   | 0   | 0   | 14   | 1   | +13   | 100 % |
| Марокко | 2    | 1   | 1   | 0   | 1    | 0   | +1    | 50 %  |
| Мексика | 9    | 6   | 1   | 2   | 23   | 4   | +19   | 67 %  |
| Молдова | 4    | 4   | 0   | 0   | 16   | 0   | +16   | 100 % |
| НДР | 4    | 3   | 1   | 0   | 7    | 3   | +4    | 75 %  |
| Нігерія | 3    | 2   | 1   | 0   | 3    | 1   | +2    | 67 %  |
| Нідерланди | 22   | 6   | 9   | 7   | 31   | 29  | +2    | 27 %  |
| Німеччина | 16   | 7   | 2   | 7   | 30   | 23  | +7    | 44 %  |
| Нова Зеландія | 2    | 2   | 0   | 0   | 3    | 0   | +3    | 100 % |
| Норвегія | 12   | 7   | 3   | 2   | 28   | 7   | +21   | 58 %  |
| Панама | 1    | 1   | 0   | 0   | 6    | 1   | +7    | 100 % |
| ПАР | 2    | 2   | 0   | 0   | 4    | 2   | +2    | 100 % |
| Парагвай | 3    | 3   | 0   | 0   | 8    | 0   | +8    | 100 % |
| Перу | 3    | 2   | 0   | 1   | 8    | 4   | +4    | 67 %  |
| Південна Корея | 1    | 0   | 1   | 0   | 1    | 1   | 0     | 0 %   |
| Північна Ірландія | 41   | 29  | 8   | 4   | 93   | 32  | +61   | 71 %  |
| Північна Македонія | 4    | 2   | 2   | 0   | 5    | 3   | +2    | 50 %  |
| Польща | 20   | 12  | 7   | 1   | 32   | 12  | +20   | 60 %  |
| Португалія | 23   | 10  | 10  | 3   | 46   | 25  | +21   | 43 %  |
| Росія | 3    | 1   | 1   | 1   | 5    | 3   | +2    | 33 %  |
| Румунія | 11   | 2   | 6   | 3   | 10   | 10  | 0     | 18 %  |
| Сан-Марино | 7    | 7   | 0   | 0   | 42   | 1   | +41   | 100 % |
| Саудівська Аравія | 2    | 0   | 2   | 0   | 1    | 1   | 0     | 0 %   |
| Сербія та Чорногорія | 1    | 1   | 0   | 0   | 2    | 1   | +1    | 100 % |
| Словаччина | 6    | 5   | 1   | 0   | 11   | 3   | +8    | 83 %  |
| Словенія | 6    | 5   | 1   | 0   | 10   | 4   | +6    | 83 %  |
| СНД | 1    | 0   | 1   | 0   | 2    | 2   | 0     | 0 %   |
| СРСР | 11   | 5   | 3   | 3   | 19   | 13  | +6    | 45 %  |
| США | 11   | 8   | 1   | 2   | 39   | 9   | +30   | 73 %  |
| Тринідад і Тобаго | 2    | 2   | 0   | 0   | 5    | 0   | +5    | 100 % |
| Туніс | 3    | 2   | 1   | 0   | 5    | 2   | +3    | 67 %  |
| Туреччина | 11   | 9   | 2   | 0   | 33   | 1   | +32   | 82 %  |
| Угорщина | 22   | 15  | 2   | 5   | 56   | 30  | +26   | 68 %  |
| Уельс | 103  | 68  | 21  | 14  | 250  | 91  | +159  | 66 %  |
| УЄФА | 2    | 1   | 1   | 0   | 7    | 4   | +3    | 50 %  |
| Україна | 7    | 4   | 2   | 1   | 9    | 3   | +6    | 57 %  |
| Уругвай | 11   | 3   | 3   | 5   | 11   | 15  | -4    | 27 %  |
| Фінляндія | 11   | 9   | 2   | 0   | 36   | 7   | +29   | 82 %  |
| ФІФА | 1    | 1   | 0   | 0   | 2    | 1   | +1    | 100 % |
| Франція | 31   | 17  | 5   | 9   | 71   | 39  | +32   | 55 %  |
| ФРН | 16   | 6   | 4   | 6   | 21   | 19  | +2    | 38 %  |
| Хорватія | 10   | 5   | 2   | 3   | 21   | 13  | +8    | 50 %  |
| Чехія | 4    | 2   | 1   | 1   | 10   | 4   | +6    | 59 %  |
| Чехословаччина | 12   | 7   | 3   | 2   | 25   | 15  | +10   | 58 %  |
| Чилі | 6    | 2   | 2   | 2   | 4    | 5   | -1    | 33 %  |
| Чорногорія | 6    | 3   | 3   | 0   | 19   | 5   | +14   | 50 %  |
| Швейцарія | 26   | 17  | 6   | 3   | 57   | 19  | +38   | 65 %  |
| Швеція | 25   | 9   | 9   | 7   | 40   | 32  | +8    | 36 %  |
| Шотландія | 114  | 48  | 25  | 41  | 203  | 174 | +29   | 42 %  |
| Югославія | 14   | 5   | 5   | 4   | 23   | 20  | +3    | 36 %  |
| Ямайка | 1    | 1   | 0   | 0   | 6    | 0   | +6    | 100 % |
| Японія | 3    | 2   | 1   | 0   | 5    | 3   | +2    | 67 %  |
| Загалом | 1012 | 578 | 241 | 191 | 2221 | 989 | +1232 | 57 %  |